# Neustrelitz
Neustrelitz, ook wel: Residenzstadt Neustrelitz geheten, is een stad in Duitsland in de deelstaat Mecklenburg-Voor-Pommeren. Tot 2011 was het de hoofdstad van de Landkreis Mecklenburg-Strelitz, die toen opging in de Landkreis Mecklenburgische Seenplatte. De stad telt 20.151 inwoners.

## Indeling van de stad
Volgens artikel 12, lid 1, van de hoofdgemeenteverordening (Hauptsatzung) d.d. 18 mei 2020, geldig vanaf 1 januari 2020, van de Residenzstadt Neustrelitz bestaat deze uit de stad in engere zin, en de beide stadsdelen Fürstensee en Klein Trebbow. Deze zeer kleine plaatsjes liggen respectievelijk 5 km ten zuidoosten en 9 km ten zuiden van Neustrelitz.
Wijken van de stad zijn, buiten het centrum o.a.:
- Zierke, aan de noordkant van de Zierker See
- Kiefernheide, ten oosten van het centrum en het station; deze flatwijk werd voor 7.000 bewoners in de DDR-periode gebouwd
- Strelitz-Alt, de oorspronkelijke stad, 2 km ten zuiden van  Neustrelitz

## Geografie en infrastructuur
De stad ligt aan de oostoever van de Zierker See in het toeristische Mecklenburger Merenplateau, en heeft een naar verhouding grote haven aan dit meer, die nagenoeg uitsluitend voor de pleziervaart is bedoeld. Ten noordwesten van deze haven begint het in 1842 gegraven Kammerkanal, dat hem met de rivier de Havel verbindt.

### Naburige gemeentes
De dichtstbij gelegen wat grotere stad is Neubrandenburg, over de Bundesstraße 96 krap 30 km in noordoostelijke richting.  
Een kleinere stad in de nabijheid is Waren (Müritz), dat bijna 45 km ten noordwesten van Neustrelitz ligt. 
Dichterbij gelegen gemeentes zijn: 
- Wesenberg, ten zuidwesten (ZW) van Neustrelitz
- Penzlin (N)
- Mirow (W)
- Burg Stargard (NO)
- Rechlin (W)
- Fürstenberg (Z)
- Feldberger Seenlandschaft (O).

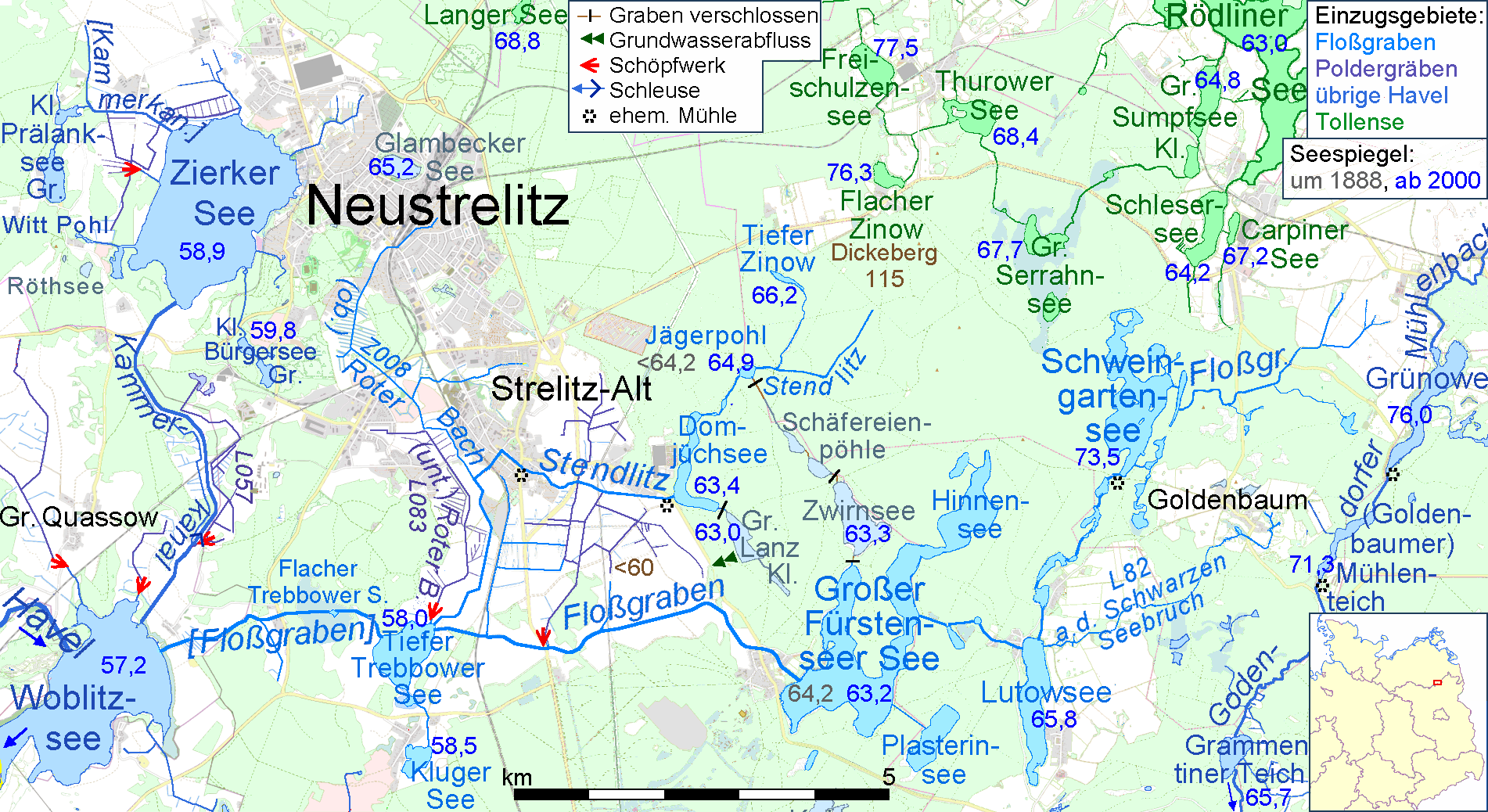
Kaart meren en riviertjes rondom Neustrelitz (Schöpfwerk = gemaal)
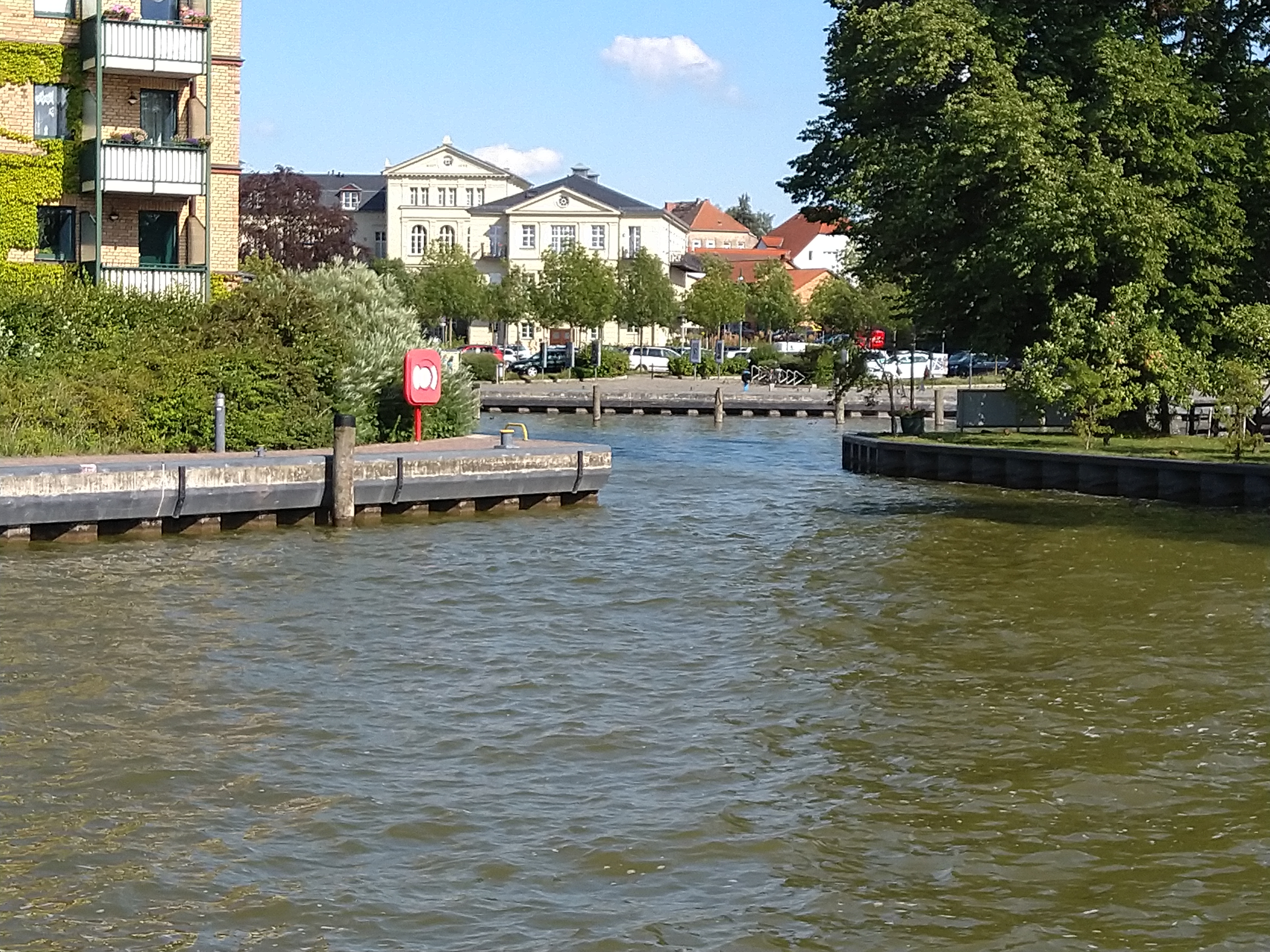
Recreatiehaven Neustrelitzer Stadthafen
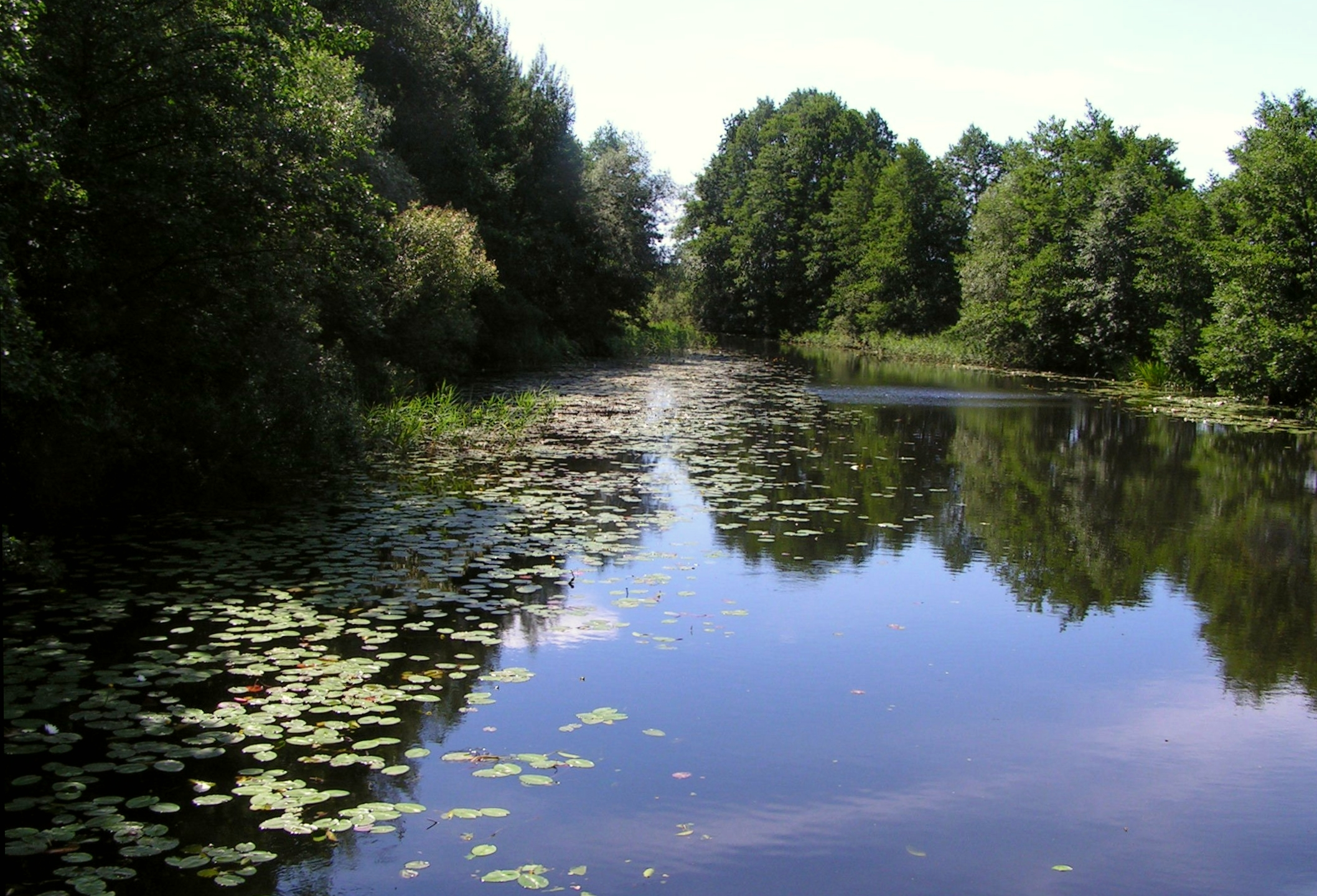
Het Kammerkanal
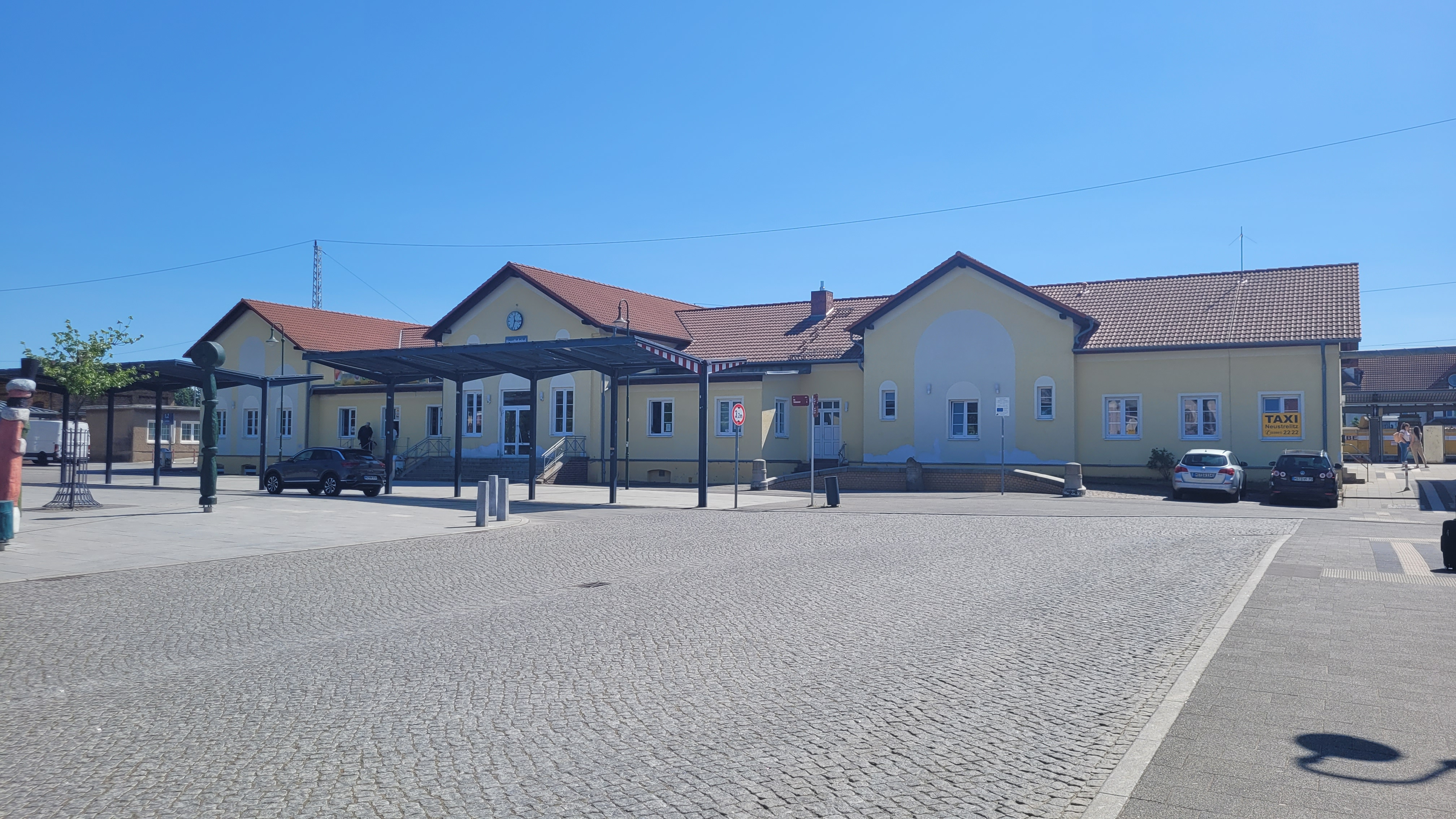
Station Neustrelitz Hbf
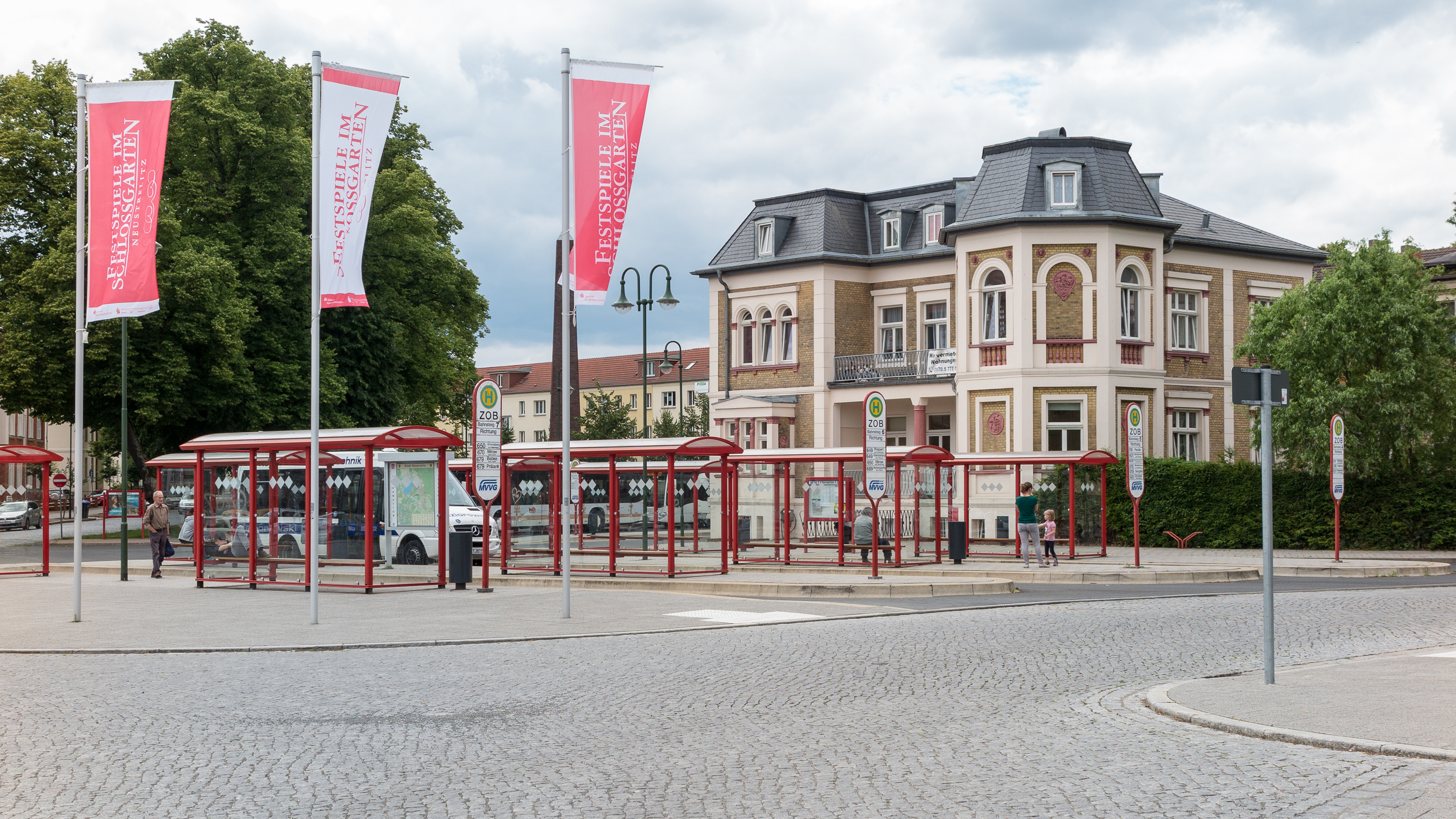
ZOB (busstation)
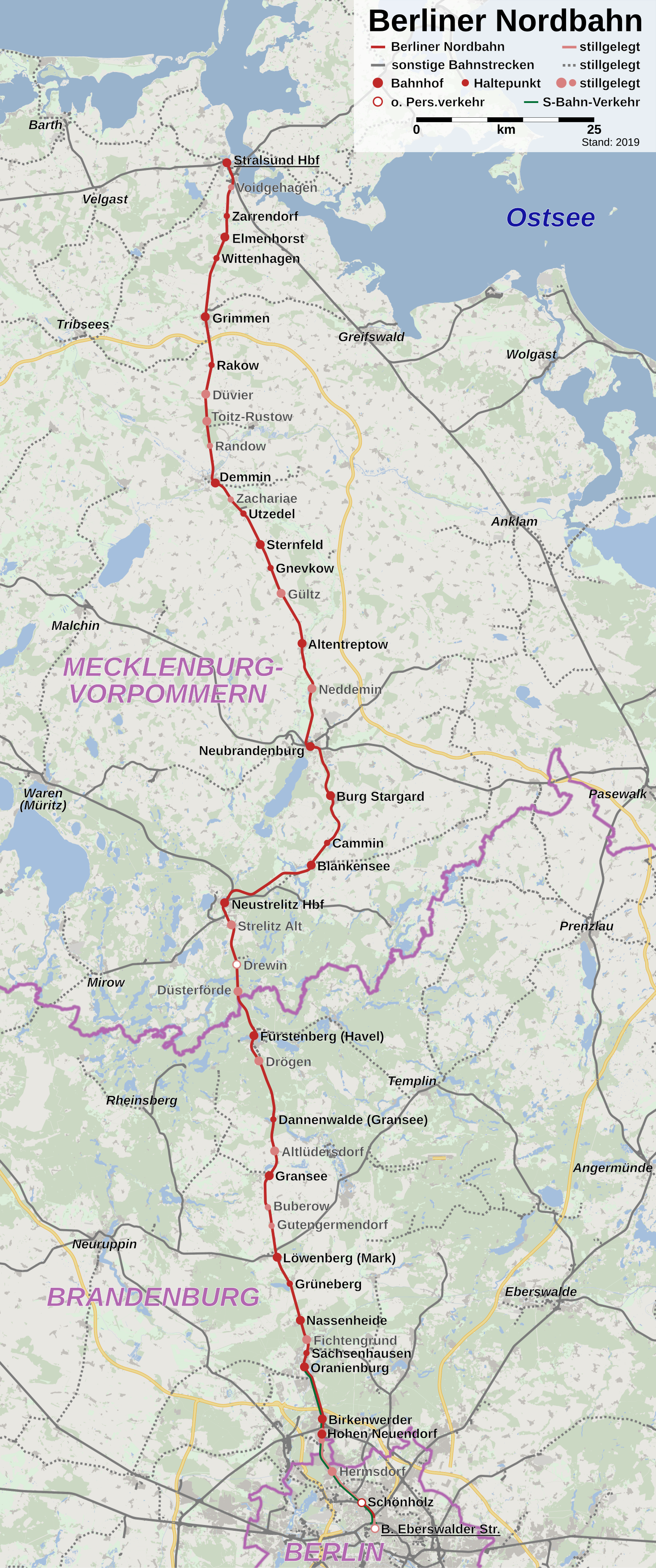
Kaart Berliner Nordbahn
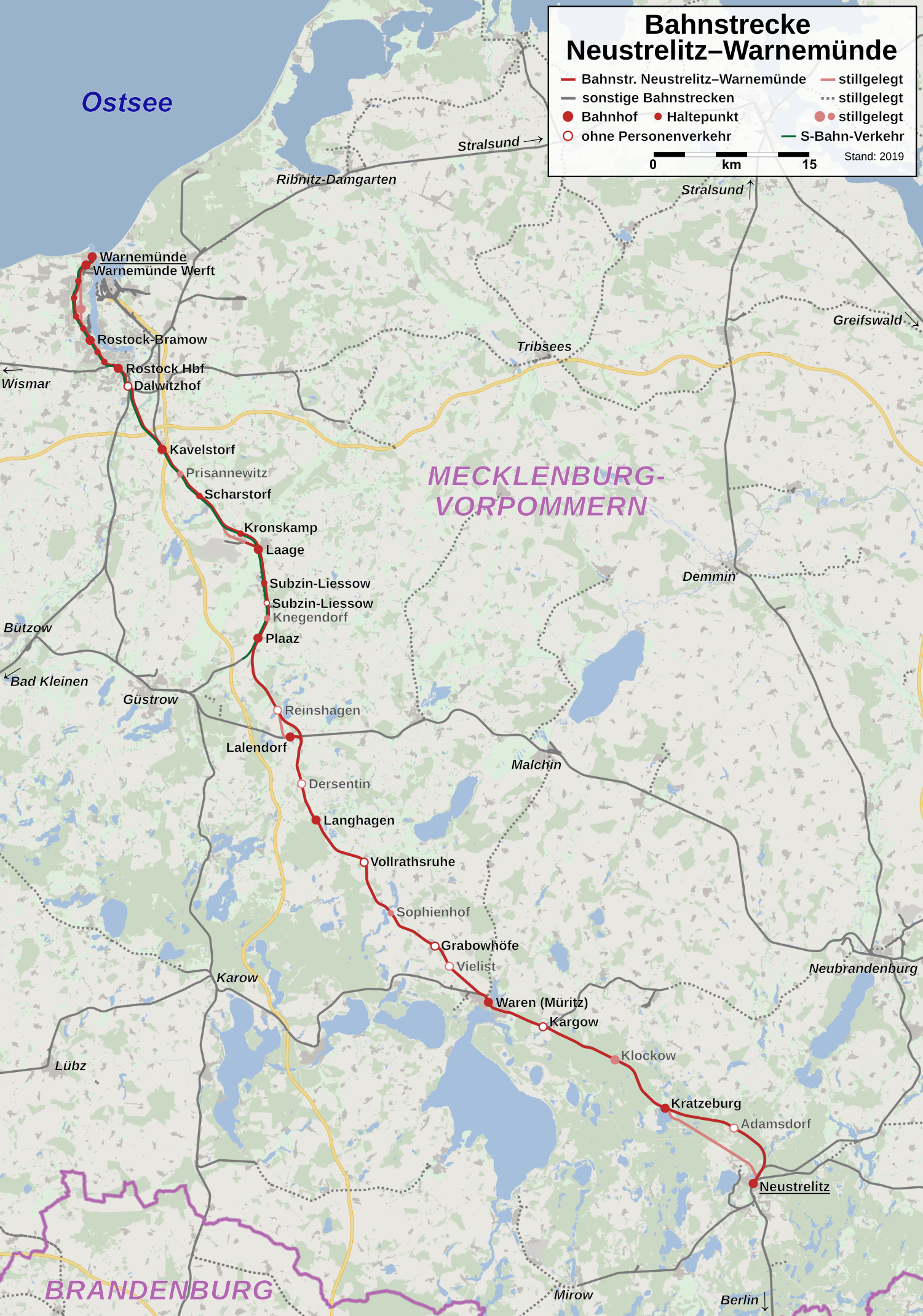
Kaart Lloydbahn
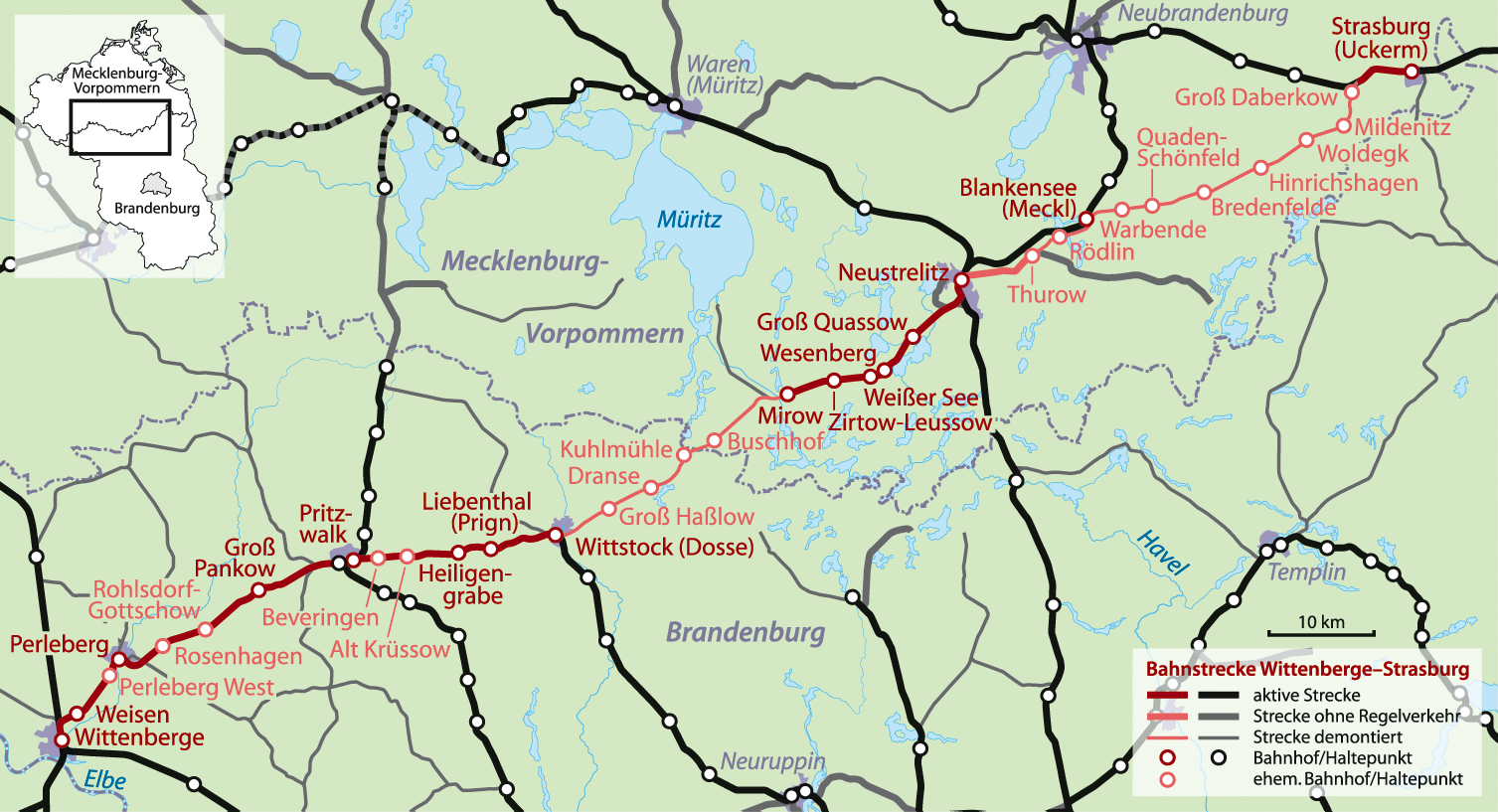
Kaart spoorlijn Wittenberge - Neustrelitz- Strasburg (Uckermark)

### Weg- en spoorverkeer
In Neustrelitz zijn de drie voornaamste hoofdverkeerswegen de Bundesstraße 96, de Bundesstraße 193 en de Bundesstraße 198. Autobahnen zijn 35 km of verder van Neustrelitz verwijderd.
Station Neustrelitz Hauptbahnhof is een regionaal spoorwegknooppunt. Er zijn de volgende railverbindingen aanwezig:
- via de Berliner Nordbahn: Berlijn, 100 km zuidwaarts, en Stralsund, in noordelijke richting; aan de lijn naar Berlijn heeft ook stadsdeel Strelitz-Alt een spoorweghalte.
- via de Lloydbahn noordwestelijk naar Rostock (afstand circa 113 km) en Warnemünde
- over de, deels opgeheven, spoorlijn Wittenberge - Neustrelitz- Strasburg (Uckermark), rijden vrijwel uitsluitend, om de twee uur, stoptreintjes naar het 21 km verwijderde stationnetje van Mirow.

Vóór het station is een busstation voor stads- en streekvervoer. Buiten de spitsuren, op werkdagen, is de frequentie van de busdiensten (meestal zijn het belbussen) zeer laag.

## Economie
De stad was tot aan de Duitse hereniging in 1990, toen aan het DDR-tijdperk een einde kwam, een industrieel centrum, waar agrarische producten en hout werden verwerkt; ook elektrotechniek, metaalverwerking en spoorwegindustrie waren er belangrijk. Tevens was Neustrelitz een verkeersknooppunt vanwege de spoorwegen en de binnenhaven. Dit alles was, naar westerse maatstaven, na 1990 niet meer rendabel. De binnenhaven is tot een recreatiehaven omgevormd. Ook zijn bijna alle fabrieken gesloten. De onderhoudswerkplaatsen van de spoorwegbedrijven (vóór de Wende: 1000, enige jaren erna: 70 medewerkers) bestaan nog wel, maar in gemoderniseerde vorm.
Na de Wende is er een groeiende toeristische sector ontstaan, mede gericht op wandel-, fiets- en vooral watersporttoerisme op de vele meren. 
Ook ontwikkelden zich in Neustrelitz logistieke en distributiecentra. Deutsche Post DHL bijvoorbeeld heeft aan de zuidwestkant van de stad een groot pakketpostcentrum.
Het Duitse ruimtevaart-onderzoeksinstituut DLR onderhoudt ten zuidwesten van het centrum van Neustrelitz een dependance van zijn afdeling te Oberpfaffenhofen, gemeente Weßling. Met behulp van een grote schotelantenne worden data, afkomstig van satellieten, opgevangen en verwerkt. Voor kinderen en tieners, al dan niet in schoolklasverband, is ernaast een educatief centrum van het DLR, DLR School Lab gevestigd.
Economisch steeds belangrijk gebleven is de dienstensector. Grote werkgevers te Neustrelitz zijn onder andere het in 2011 vernieuwde ziekenhuis, vele scholen, enige rechtbanken (o.a. het Landessozialgericht Mecklenburg-Vorpommern) en verscheidene ambtelijke instellingen. De nieuwe gevangenis van de stad staat aan de weg richting Wesenberg, nog iets voorbij het postpakkettencentrum van DHL.

## Geschiedenis

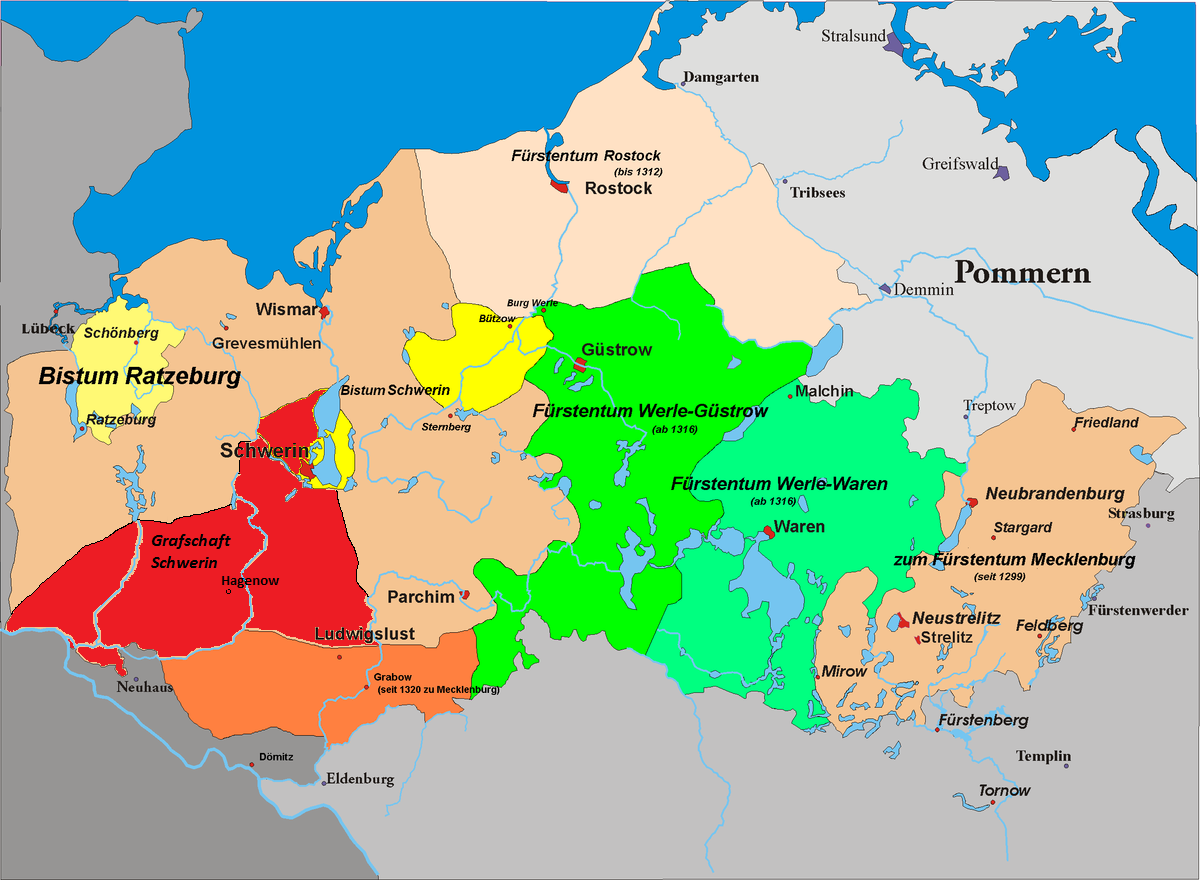
Mecklenburg omstreeks 1300
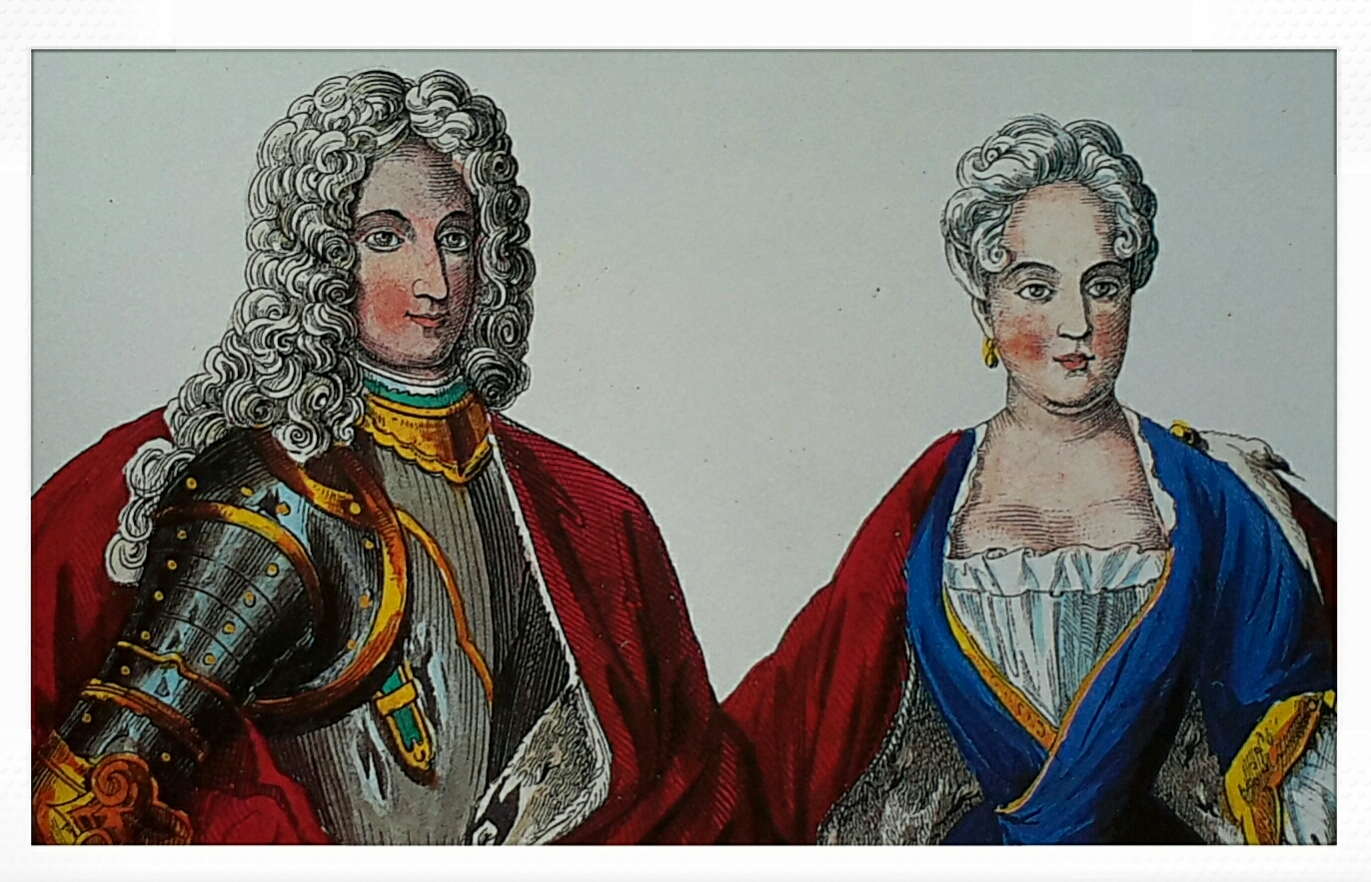
Portret van Adolf Frederik II van Mecklenburg-Strelitz en zijn eerste gemalin, Maria van Mecklenburg-Güstrow
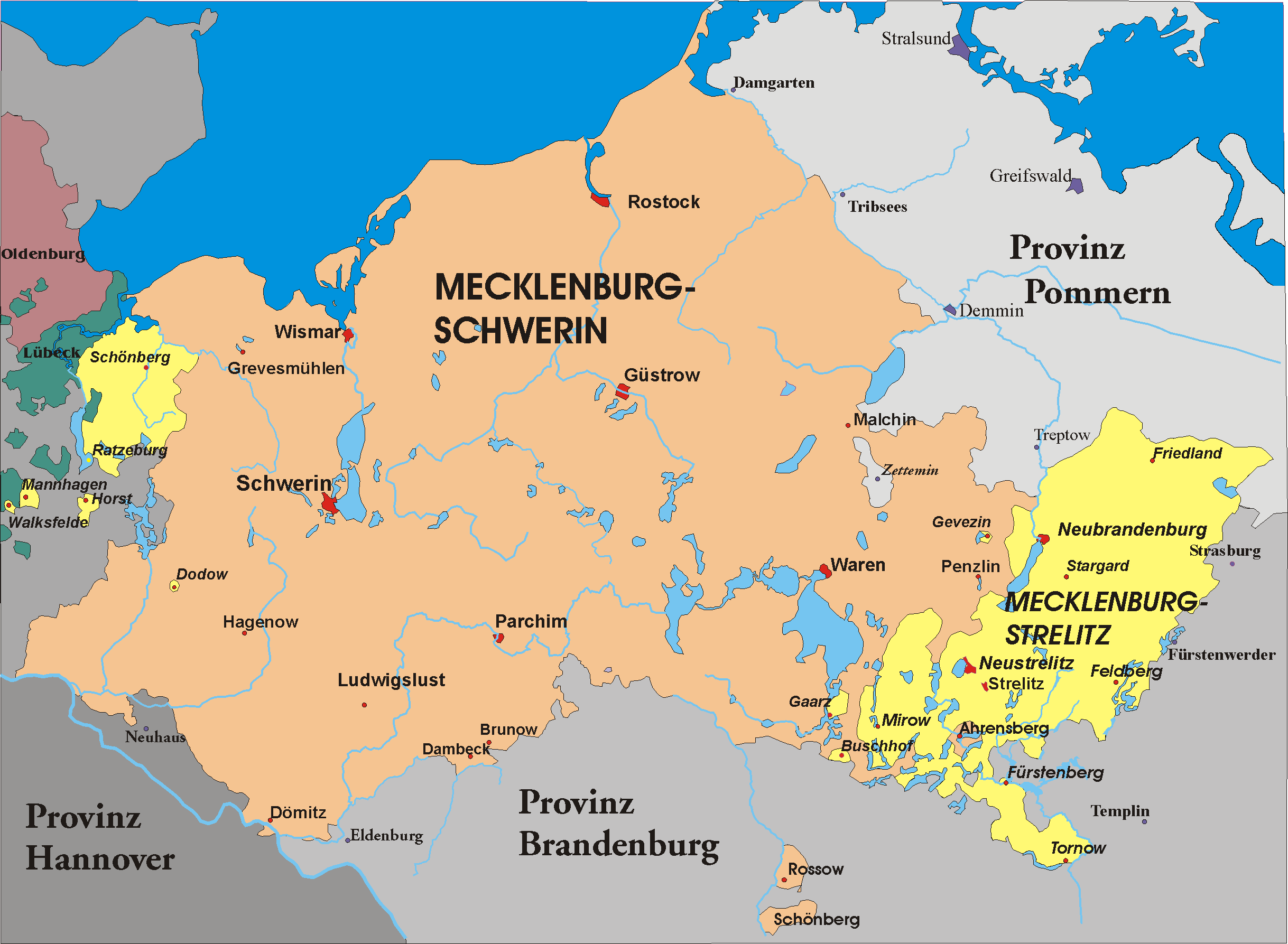
Mecklenburg na 1866
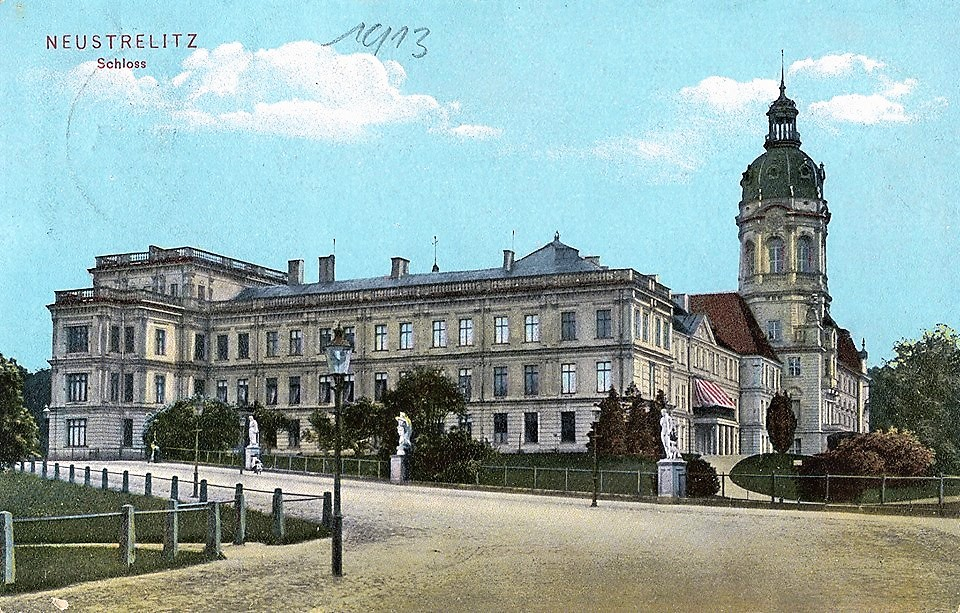
Schloss (Slot) Neustrelitz (ansichtkaart uit 1920 naar foto uit 1913)
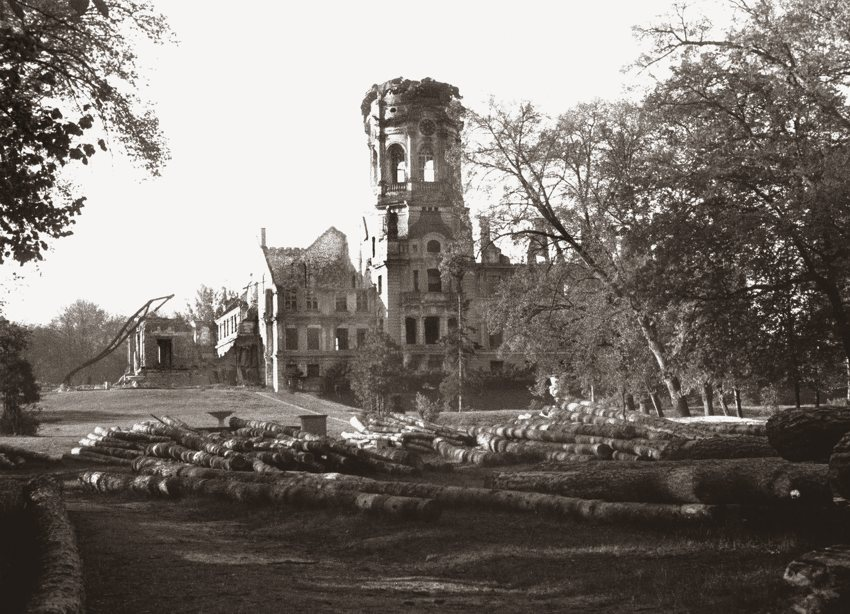
Idem, vier jaar na de verwoestende brand in 1945
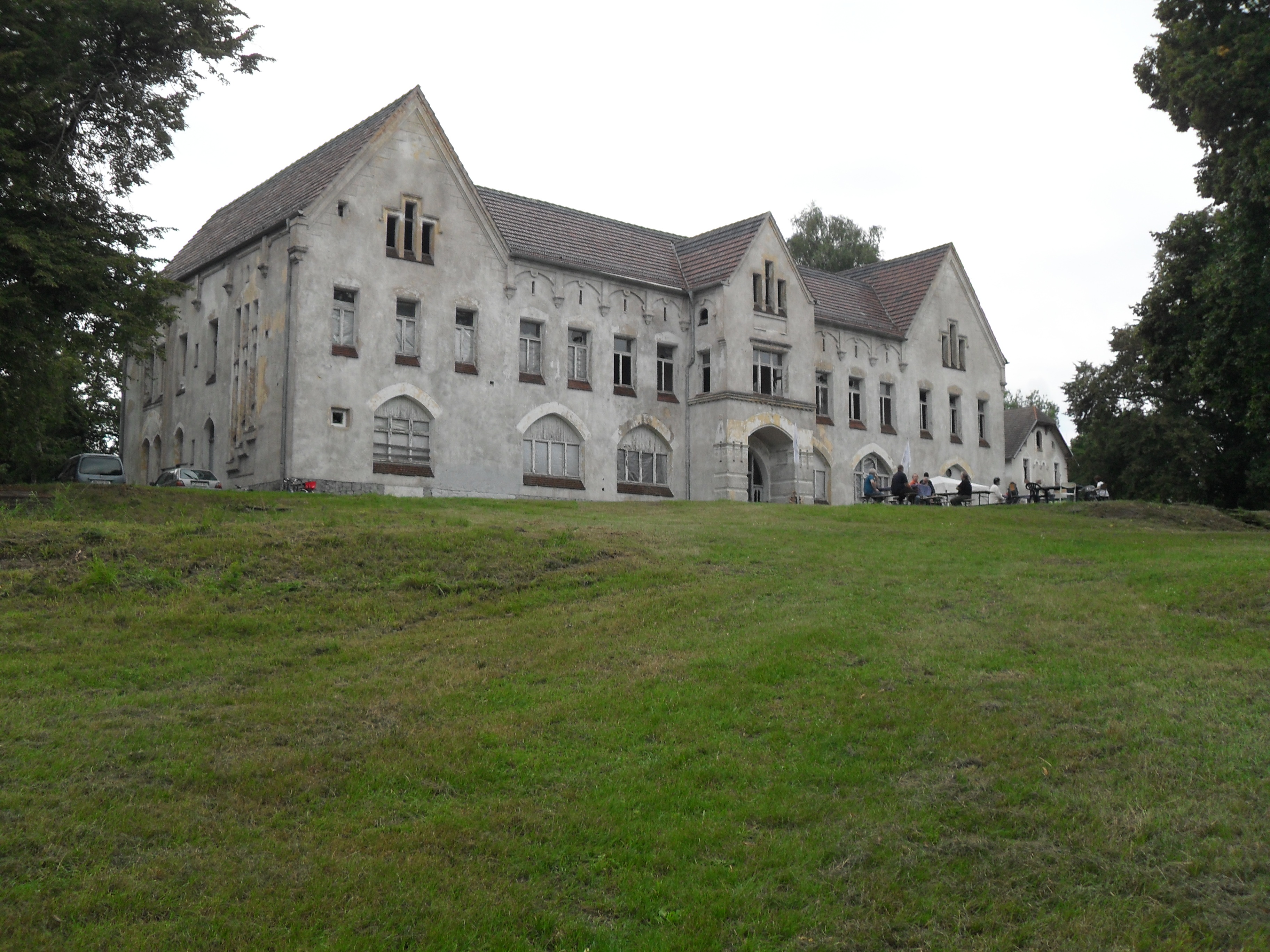
Hoofdgebouw inrichting Domjüch, in vervallen staat
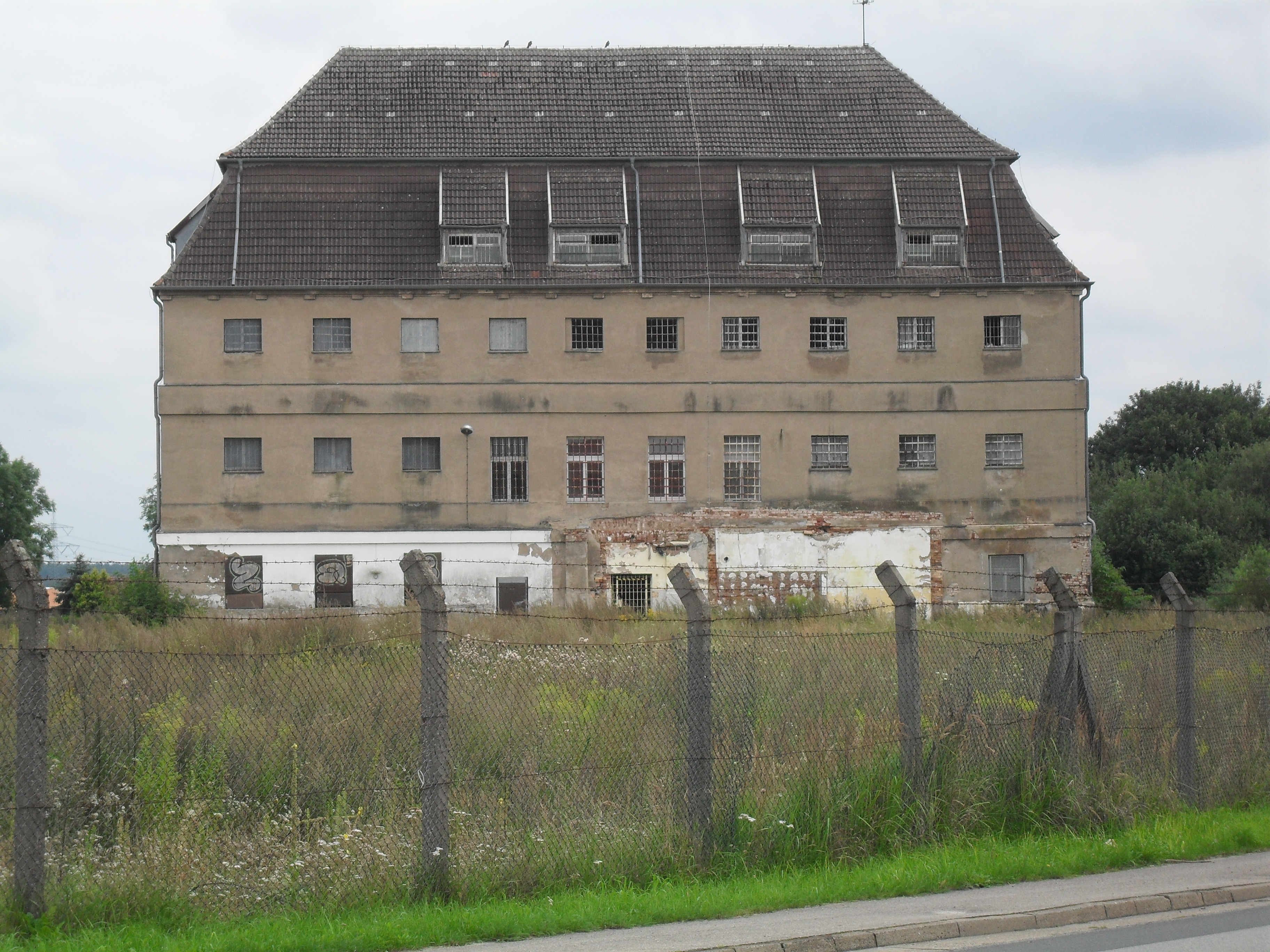
Voormalige gevangenis van Strelitz-Alt
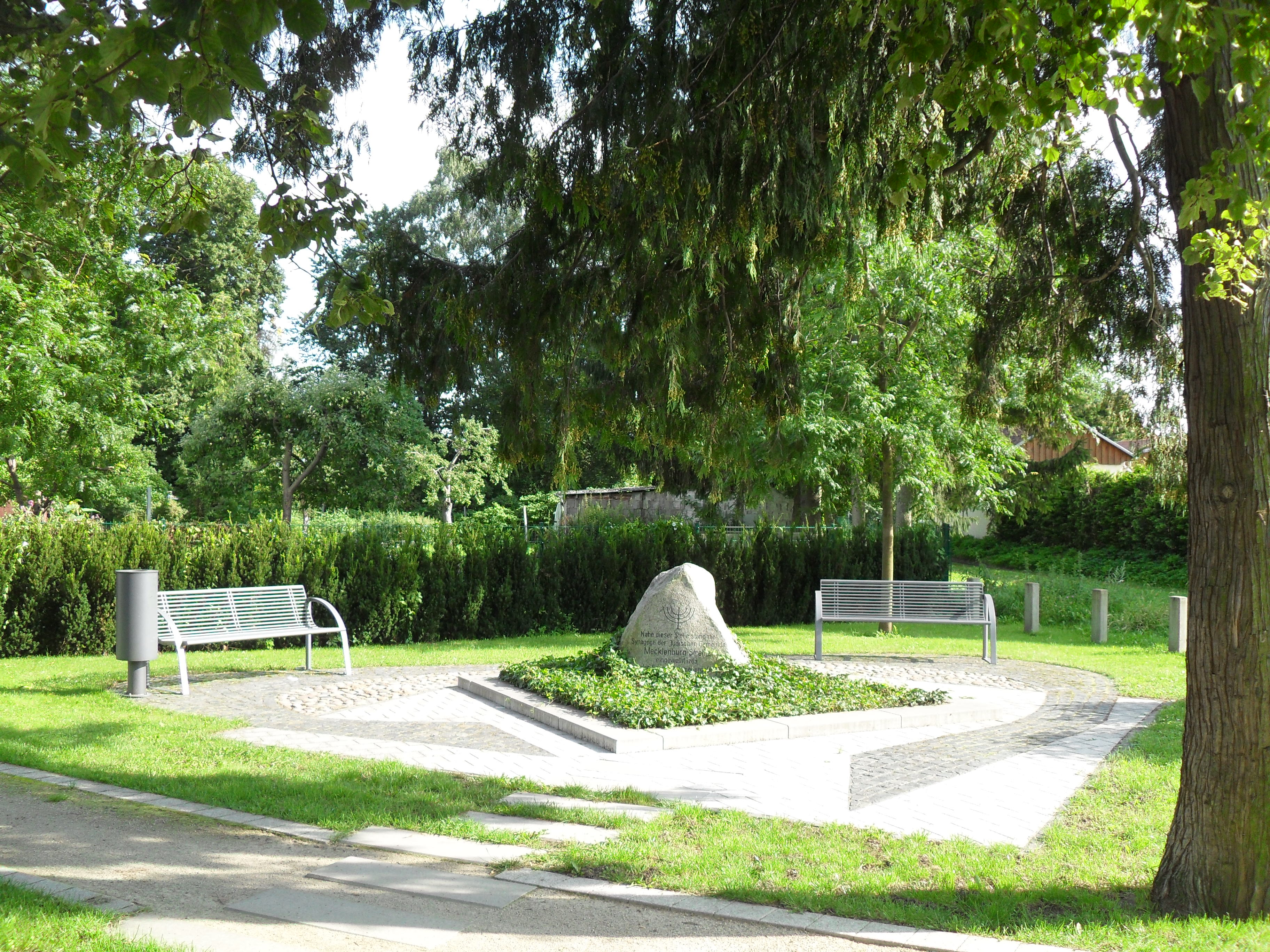
Gedenkplaats Holocaustslachtoffers, Strelitz-Alt, op de plek van de in 1938 afgebrande synagoge
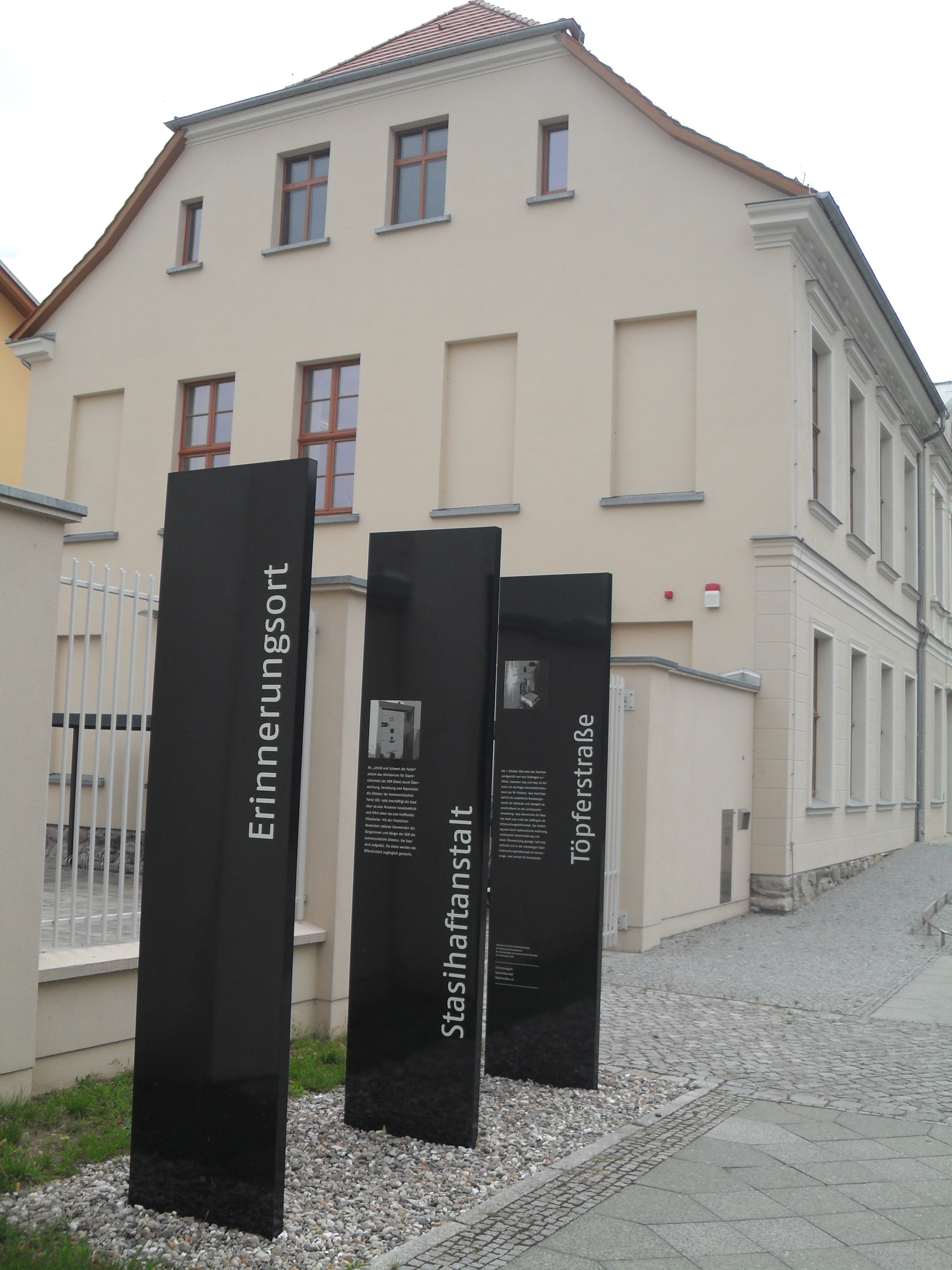
Gedenkplaats voormalig Stasi-bureau

Het oude stadje Strelitz ontstond in de 12e of 13e eeuw als een Slavisch dorp. Blijkens de naam was het een militair steunpunt. Oud-Slavisch Strělci , waar de stadsnaam van is afgeleid, betekent: boogschutters. In de vroege 14e eeuw was het gebied toneel van verscheidene veldslagen. In 1349 verkreeg Strelitz stadsrechten. Het lag sedert 1299 in het zuidoosten van Mecklenburg. Heer Hendrik II van Mecklenburg beleende leden van het adellijke geslacht Von Dewitz met de plaats en verhief hen in 1348 tot graven van Fürstenberg. Na een verdeling van Mecklenburg in 1701 kwam het onder Adolf Frederik II van Mecklenburg-Strelitz aan het nieuwe hertogdom Mecklenburg-Strelitz, en was nog tot 1712 residentie daarvan.
Neustrelitz is een geplande stad en werd in barokke stijl opgetrokken vanaf 1733 iets ten noorden van de oude stad Strelitz, tegenwoordig stadsdeel Strelitz-Alt. Nadat het oude slot van de regerende hertog Adolf Frederik III van het hertogdom Mecklenburg-Strelitz in 1712 afbrandde, werd in 1726 begonnen met de bouw van het nieuwe Slot Neustrelitz, waarvan de bouwwerken in 1731 voltooid werden. Vanaf 1733 werd er in de buurt van het kasteel een nieuwe stad gebouwd. Het Slot Neustrelitz brandde af aan het einde van de Tweede Wereldoorlog en de restanten werden in 1950 afgebroken. Sinds de jaren-1990 gaan er stemmen op om het slot te herbouwen. Diverse bijgebouwen van het voormalige Schloss, en het uitgestrekte, barokke Schlosspark zijn in de jaren tot 2019 gerestaureerd.
Vooral in Strelitz-Alt was er van de 18e eeuw tot 1933 sprake van een relatief grote Joodse gemeenschap. Het Joodse leven was er sterk aanwezig. Sommige Joden noemden Strelitz het meest westelijk gelegen Sjtetl of Ol Mochem, Oud Mokum. Na de Kristallnacht in november 1938, waarbij o.a. de synagoge werd afgebrand, begon voor veel Joden de verschrikking van de Holocaust.  Alt-Strelitz verloor door de opkomst van Neustrelitz steeds meer van zijn betekenis. In 1931 hield het door geldgebrek op, een zelfstandige gemeente te zijn, en werd een  stadsdeel van Neustrelitz. Aan het eind van de Tweede Wereldoorlog werd Strelitz-Alt door Russische troepen veroverd en verwoest. De voormalige oude stadskern, met o.a. een monumentaal stadhuis en een oude kerk, maakte in de DDR-periode plaats voor een nieuwe woonwijk.
In 1842 werd voor de toenmalige vrachtscheepvaart het Kammerkanal en een binnenhaven aangelegd. Hierdoor was Neustrelitz vanuit o.a. Berlijn bereikbaar per binnenvaartschip. In 1877 verkreeg de stad door de opening van station Neustrelitz Hbf aansluiting op het spoorwegnet.
In 1902 werd, na vier jaar bouwen, in een bos iets ten oosten van Strelitz-Alt, een voor die tijd moderne psychiatrische instelling geopend te Domjüch, aan de oever van het meertje Domjüchsee. De instelling huisvestte na het overlijden van de oprichter, in 1913, ook een ziekenhuis. In de nazi-periode werden veel patiënten van de instelling vermoord in het kader  van Aktion T4,  veelal in het zogenaamde  Euthanasiecentrum Bernburg.  Na de Tweede Wereldoorlog was hier een kazerne  van het Russische Rode Leger gevestigd.  Na de Duitse hereniging  in 1990 kwamen de gebouwen leeg te staan. Sedert 2011 worden er verschillende initiatieven ontplooid om het vervallen, maar fraai gelegen, en ten dele monumentale complex te restaureren en een nieuwe bestemming  te geven. Af en toe vinden er feesten van jongeren uit de regio  plaats.
In de DDR-periode was een belangrijk verhoorcentrum, met gevangenis, van de Stasi te Neustrelitz gevestigd. Naast het gebouw, waar dit bureau zetelde, is een hierop betrekking hebbend gedenkteken geplaatst. In die tijd was de industrie belangrijker dan na 1990, en in de jaren-1970 en -1980 had de stad tijdelijk circa 27.000 inwoners. Na de Duitse hereniging  en de opheffing of inkrimping van veel bedrijven trokken, evenals elders in de voormalige DDR, veel inwoners weg naar economisch sterkere gebieden, elders in Duitsland.

## Bezienswaardigheden, evenementen
- De stad ligt aan de Zierker See in het toeristische Mecklenburger Merenplateau, en heeft een naar verhouding grote haven aan dit meer, die nagenoeg uitsluitend voor de pleziervaart is bedoeld.
- Het gehele stadsbeeld van Neustrelitz, dat residentie van een hertogdom is geweest tot 1919, wordt nog sterk bepaald door voorname, uit de 18e en 19e eeuw daterende gebouwen. Van het centrale marktplein uit lopen 8 straten in hoeken van 45 graden in alle richtingen.
  - Een markant voorbeeld hiervan is het Gymnasium Carolinum, een prestigieus onderwijsinstituut, dat gehuisvest is in een paleisachtig gebouw uit 1795.
  - Een ander voorbeeld is het zogenaamde Kavaliershaus (1834), behorend bij het voormalige Slot Neustrelitz, waarvan alleen de westelijke helft nog bestaat. Het is in gebruik als kantoor gemeentewerken van Neustrelitz. Een Kavaliershaus is in de Duitstalige landen een bijgebouw van een paleis, waar de meegereisde leden van de hofhouding van een bezoekend vorst logeren, of andere belangrijke, veelal niet-adellijke, gasten.
  - De door Friedrich Wilhelm Buttel ontworpen Slotkerk Neustrelitz (1859), tegenwoordig concert- en expositielocatie
  - Het stadhuis (1843) is eveneens een ontwerp van Buttel.
  - Niet ver van het voormalige kasteel staat het gebouw Kulturquartier Mecklenburg-Strelitz met o.a. het stadsmuseum, het Karbe-Wagner-Archief voor regionale geschiedenis, en de openbare bibliotheek.
  - De evangelisch-lutherse Stadskerk van Neustrelitz stamt uit 1778. De toren dateert van 1831.
  - Anders dan in Berlijn is te Neustrelitz aan de Tiergartenstraße een kleine dierentuin blijven bestaan. Het complex bestaat sedert 1721 en was oorspronkelijk de groothertogelijke diergaarde.
- Opera- en operettefestival Festspiele im Schlossgarten, op de Schlossberg, jaarlijks omstreeks medio juli- medio augustus
- Een kleiner, op een in het algemeen jonger publiek gericht, muziekevenement wordt jaarlijks eind mei gehouden. Het draagt de naam Immergut Festival en de geboden muziek en acts zijn te typeren als indorock.

## Afbeeldingen

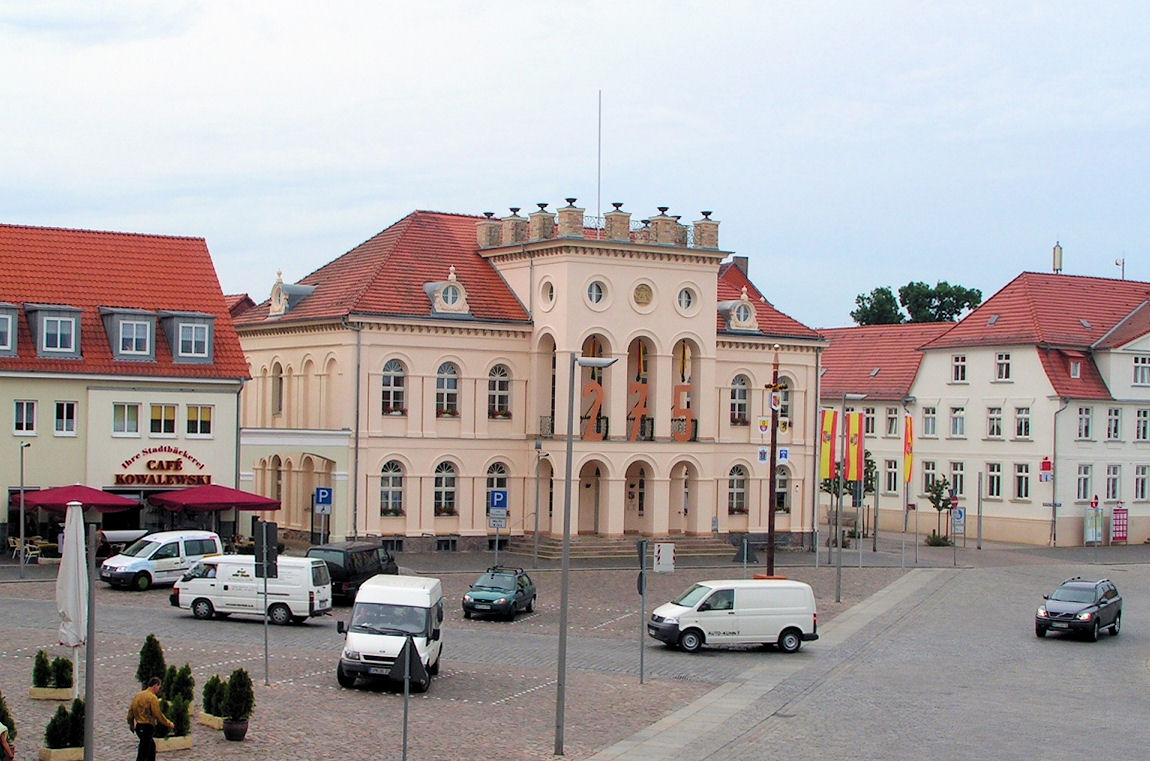
Stadhuis (1843)
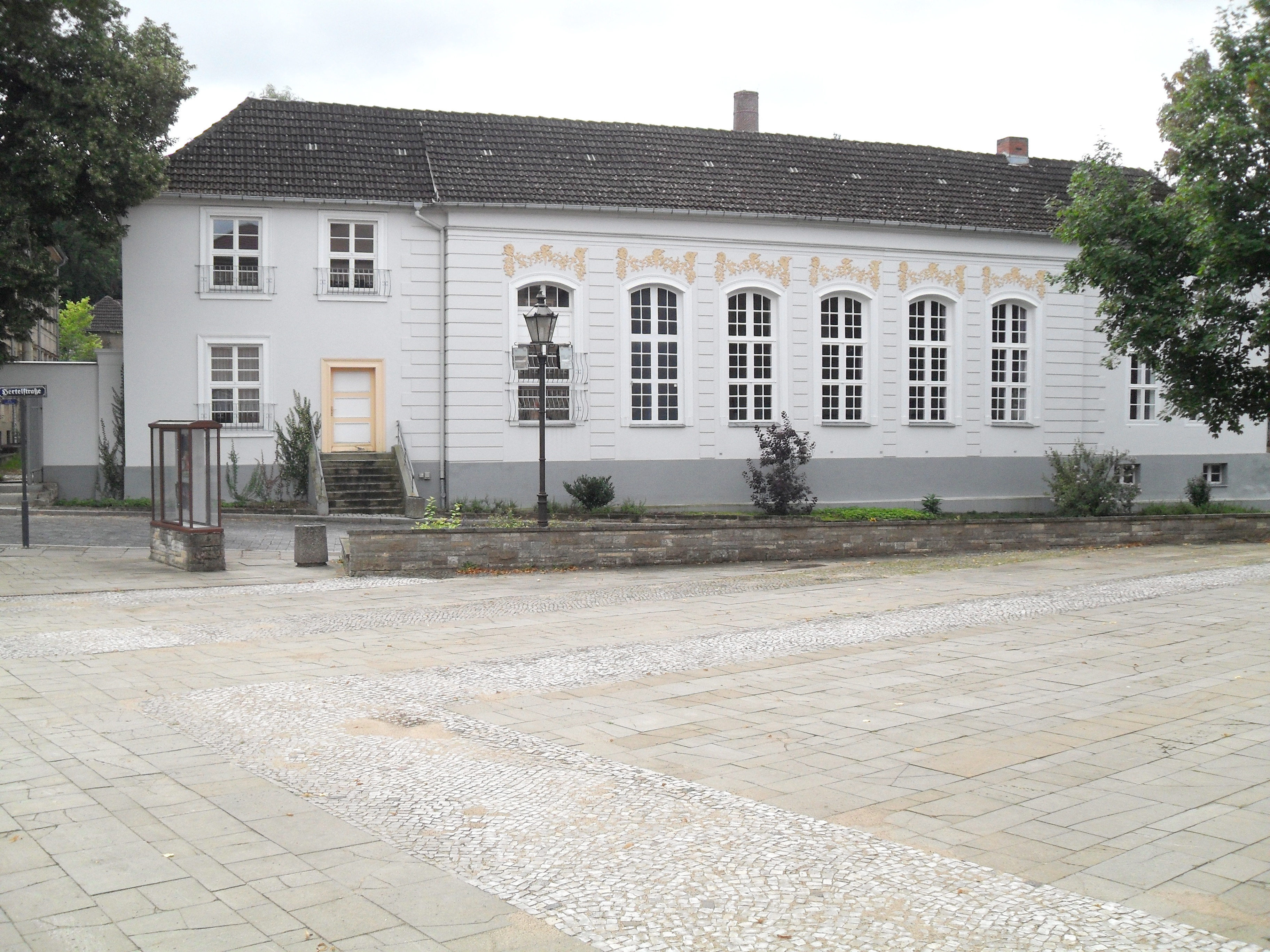
Prinsenpaleis of Hobe-Haus (1740), dependance stadhuis (burgerlijke stand)
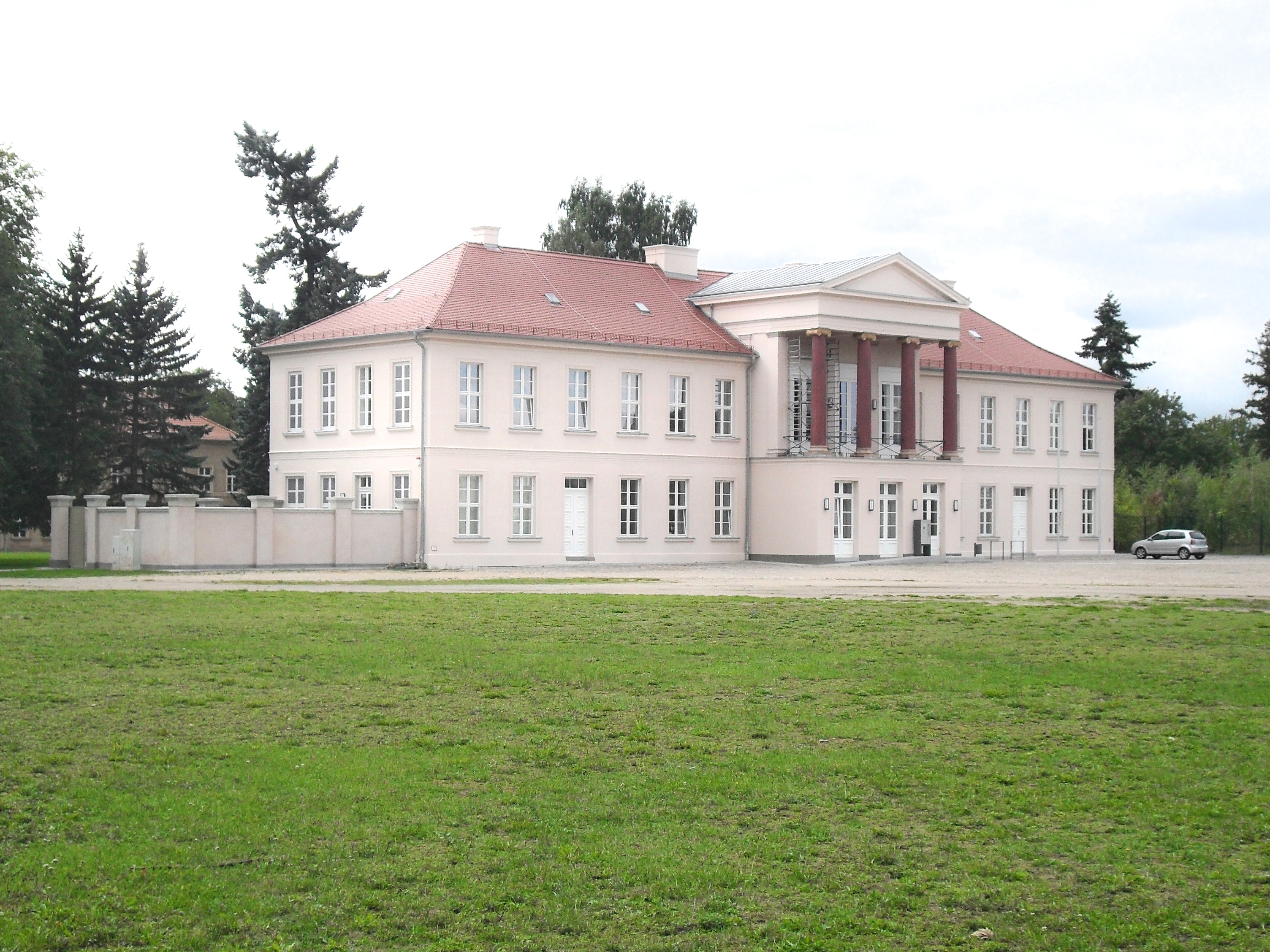
Westelijk Kavaliershaus
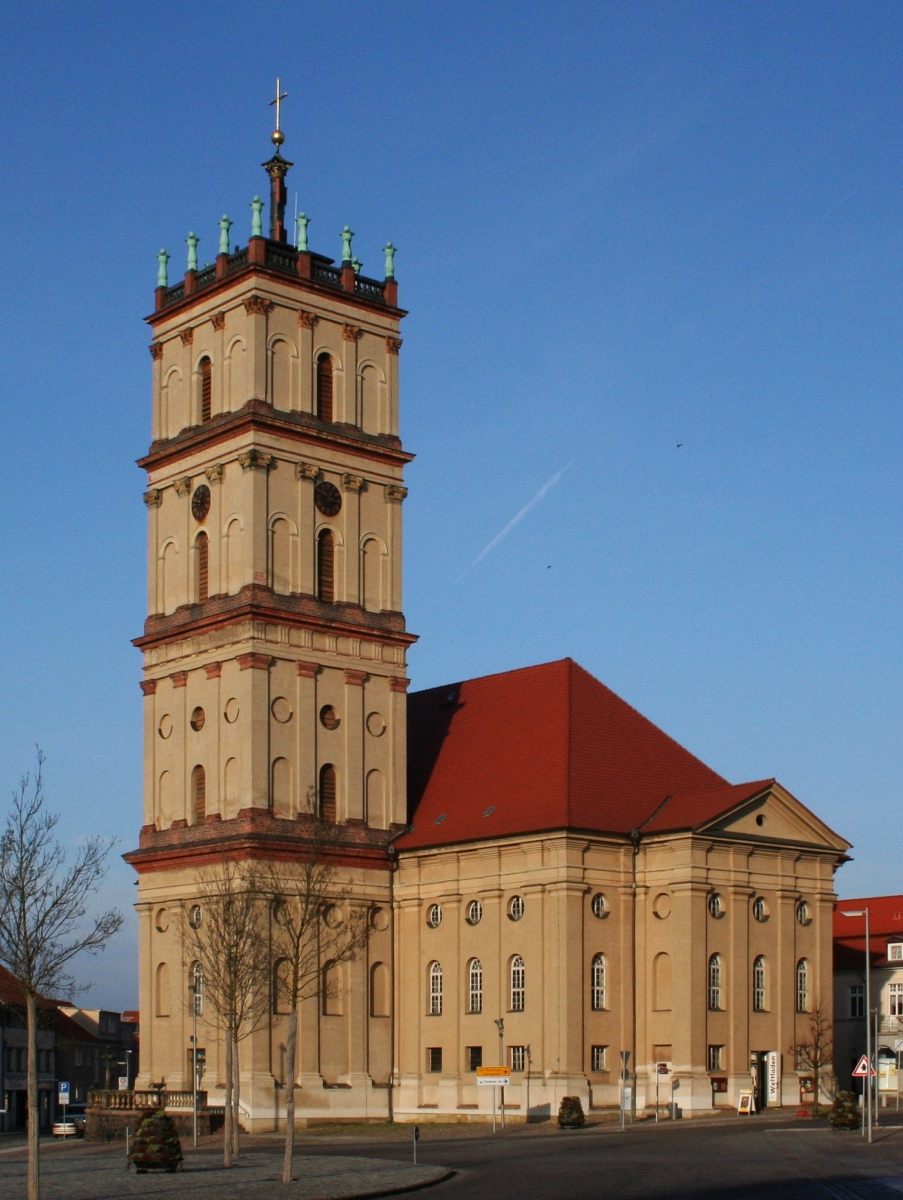
Stadskerk
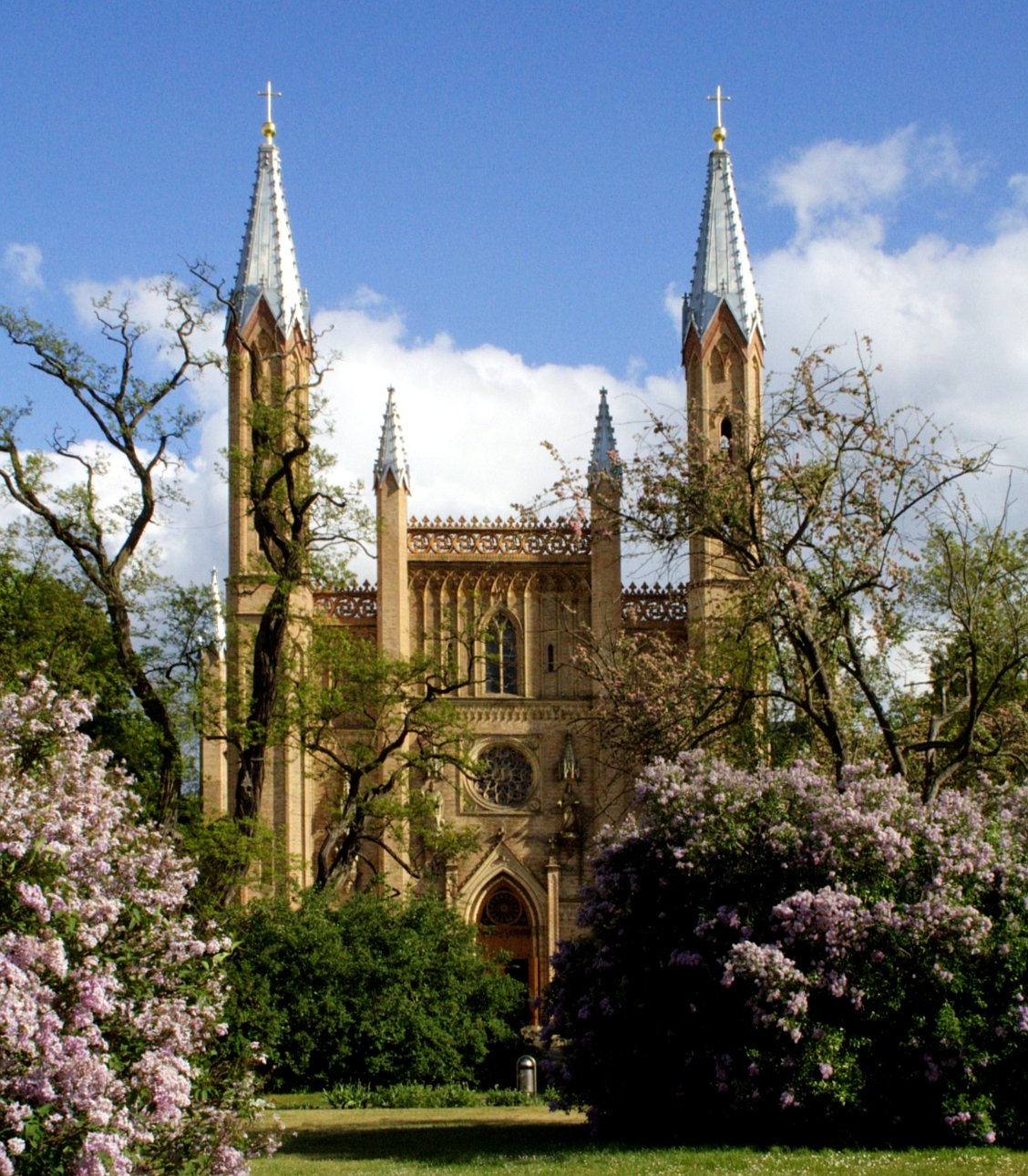
Slotkerk
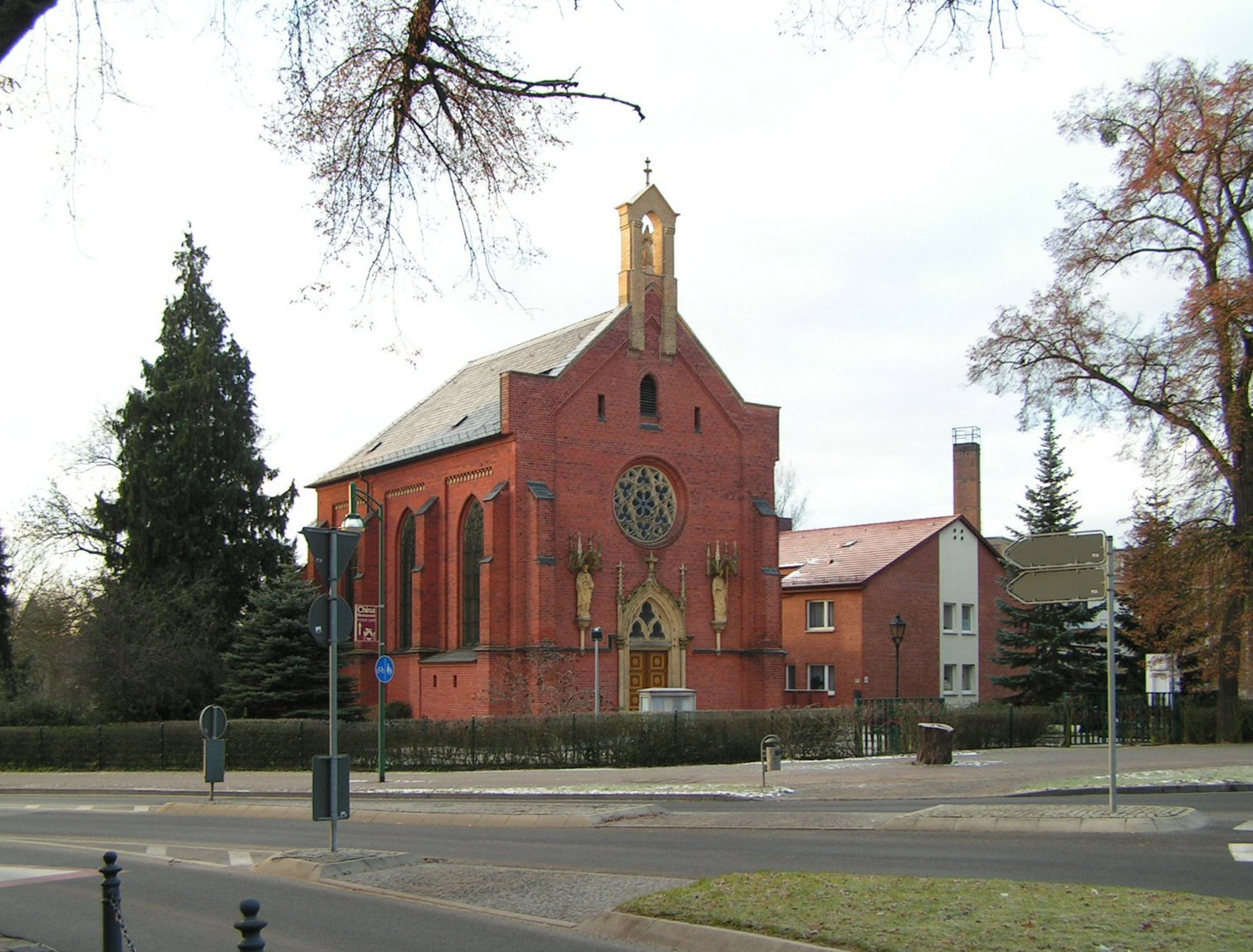
Rooms-katholieke kerk (1875)
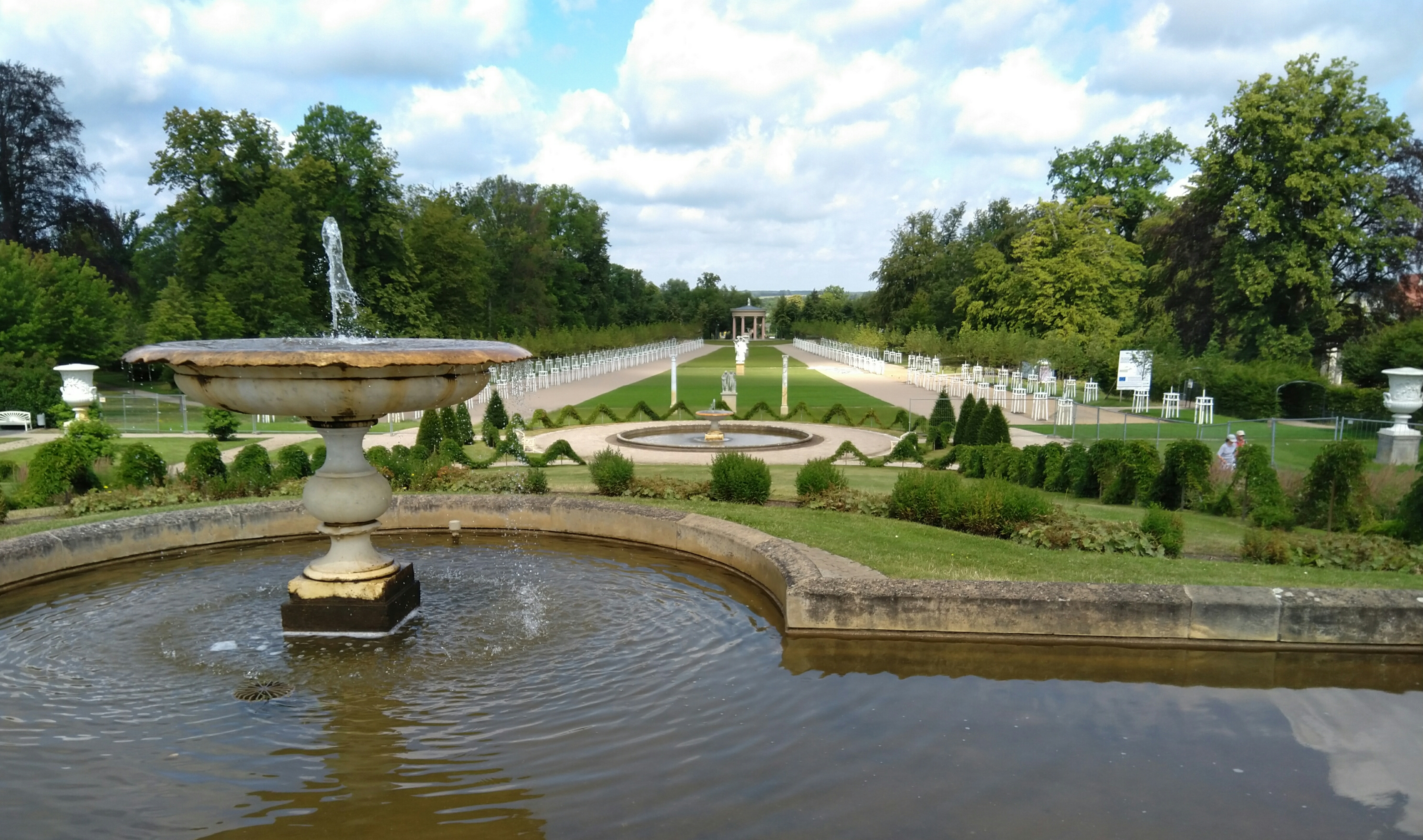
Het barokke park Schlossgarten
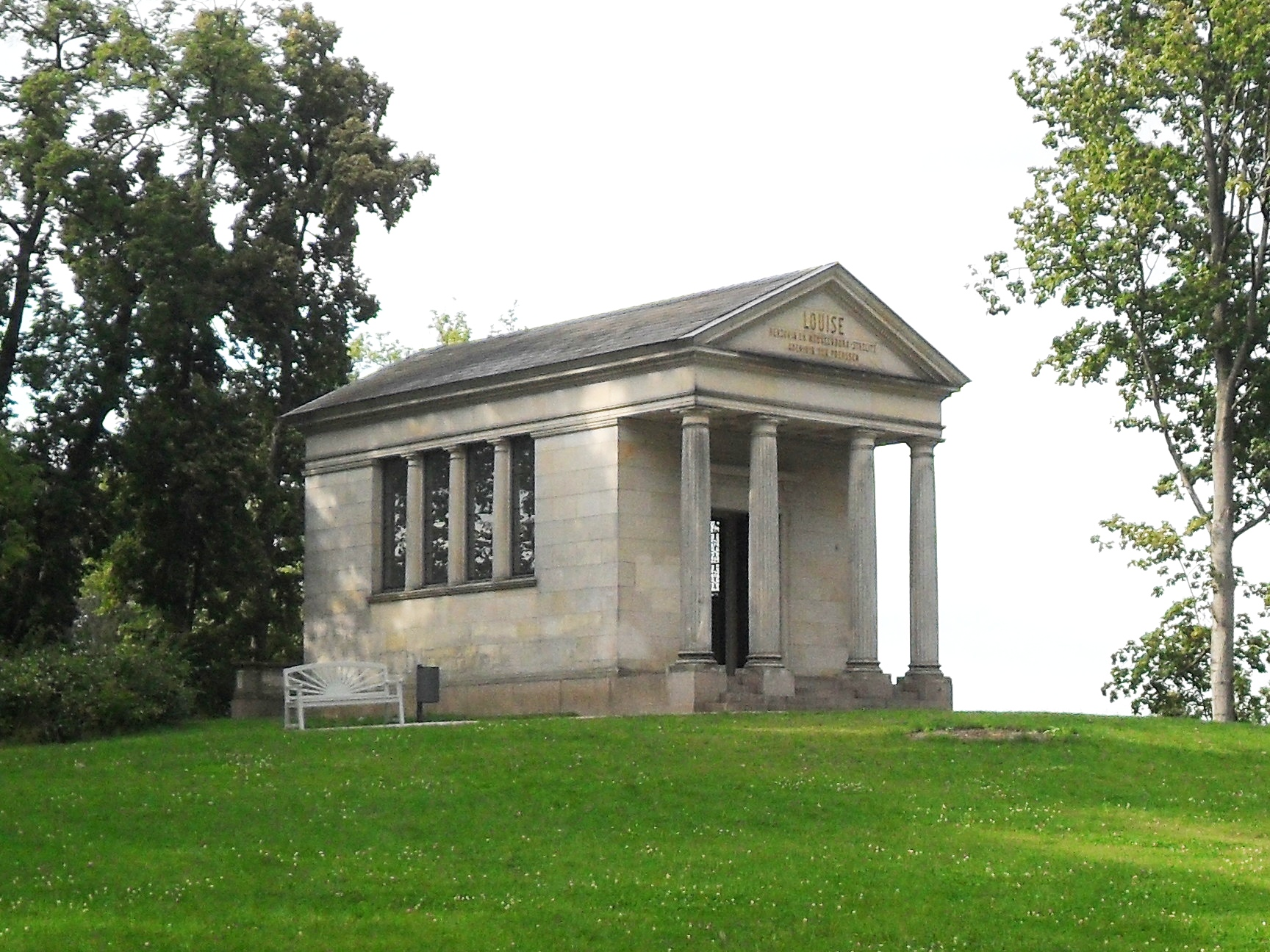
Luisentempel (1891) aan de rand van dit park
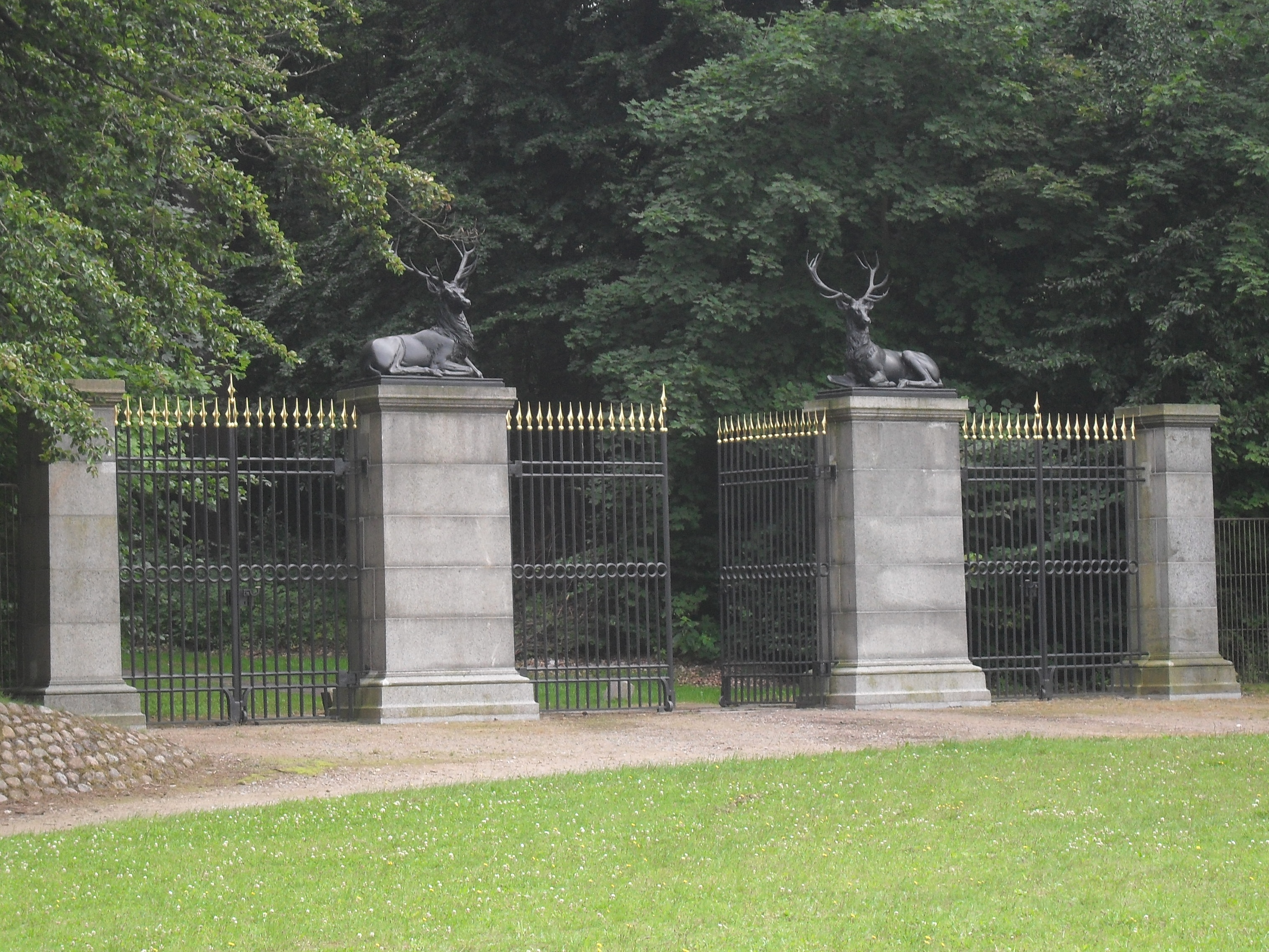
Toegangshek dierentuin
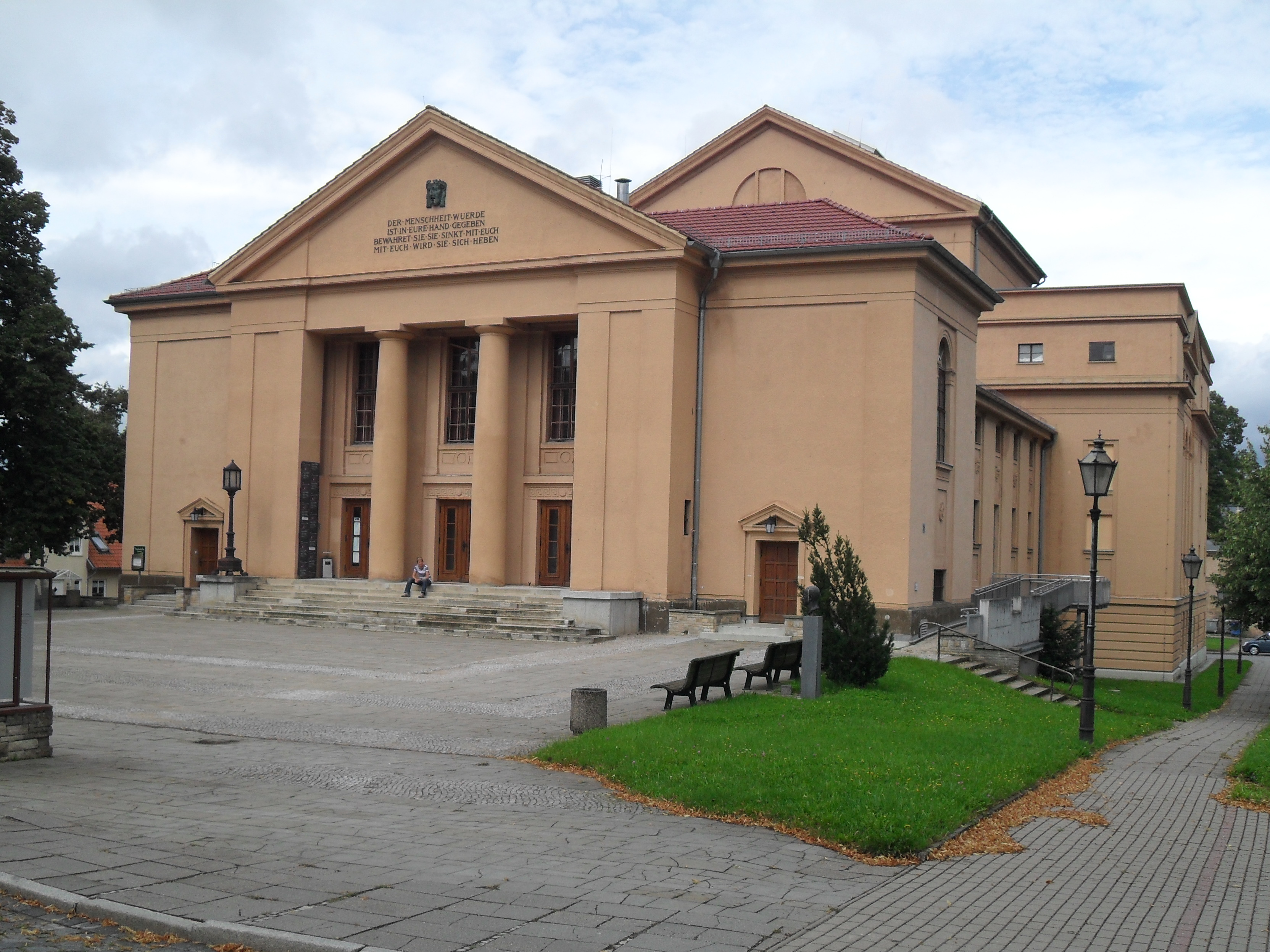
Theater
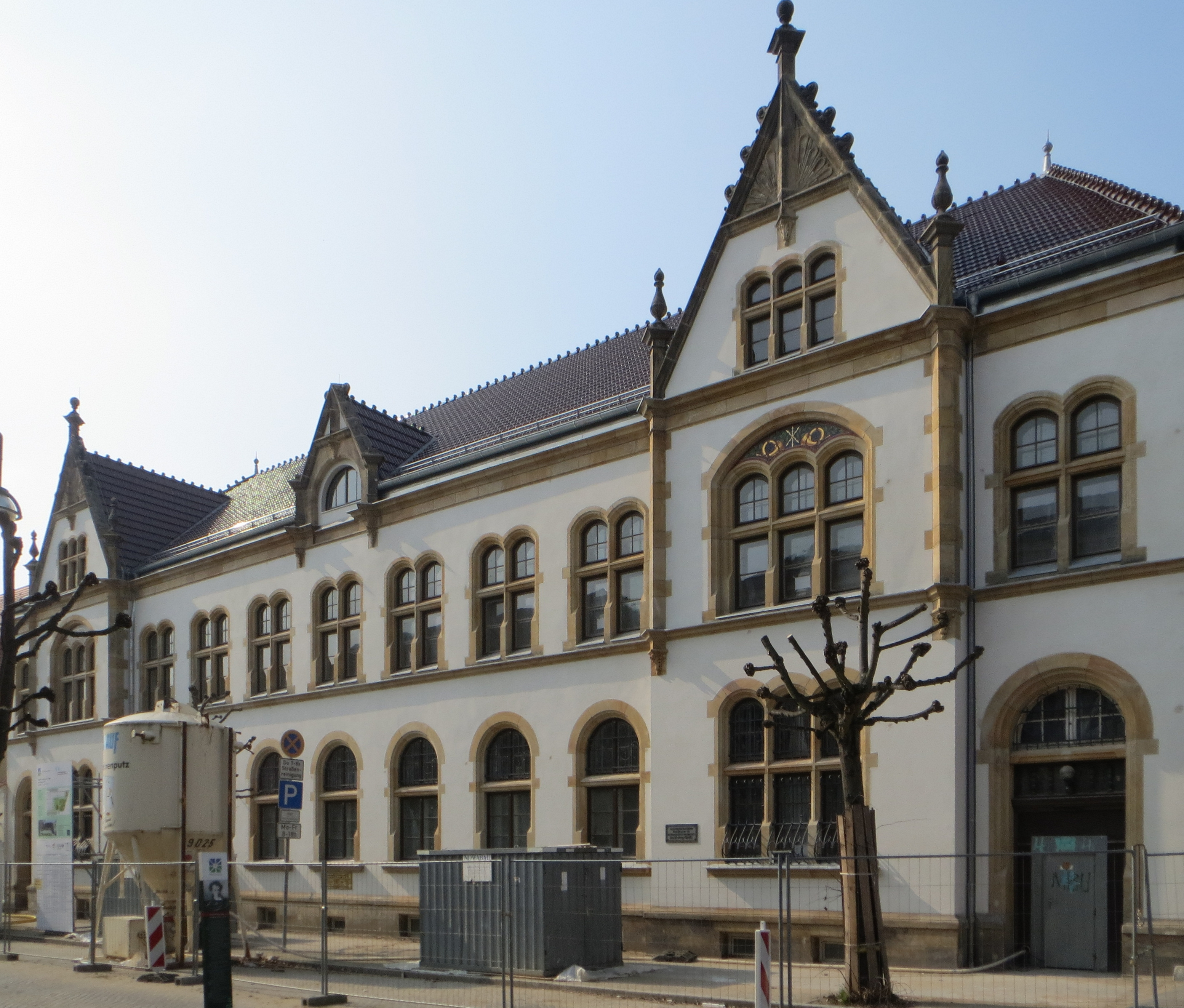
Gebouw Kulturquartier met o.a. het stadsmuseum
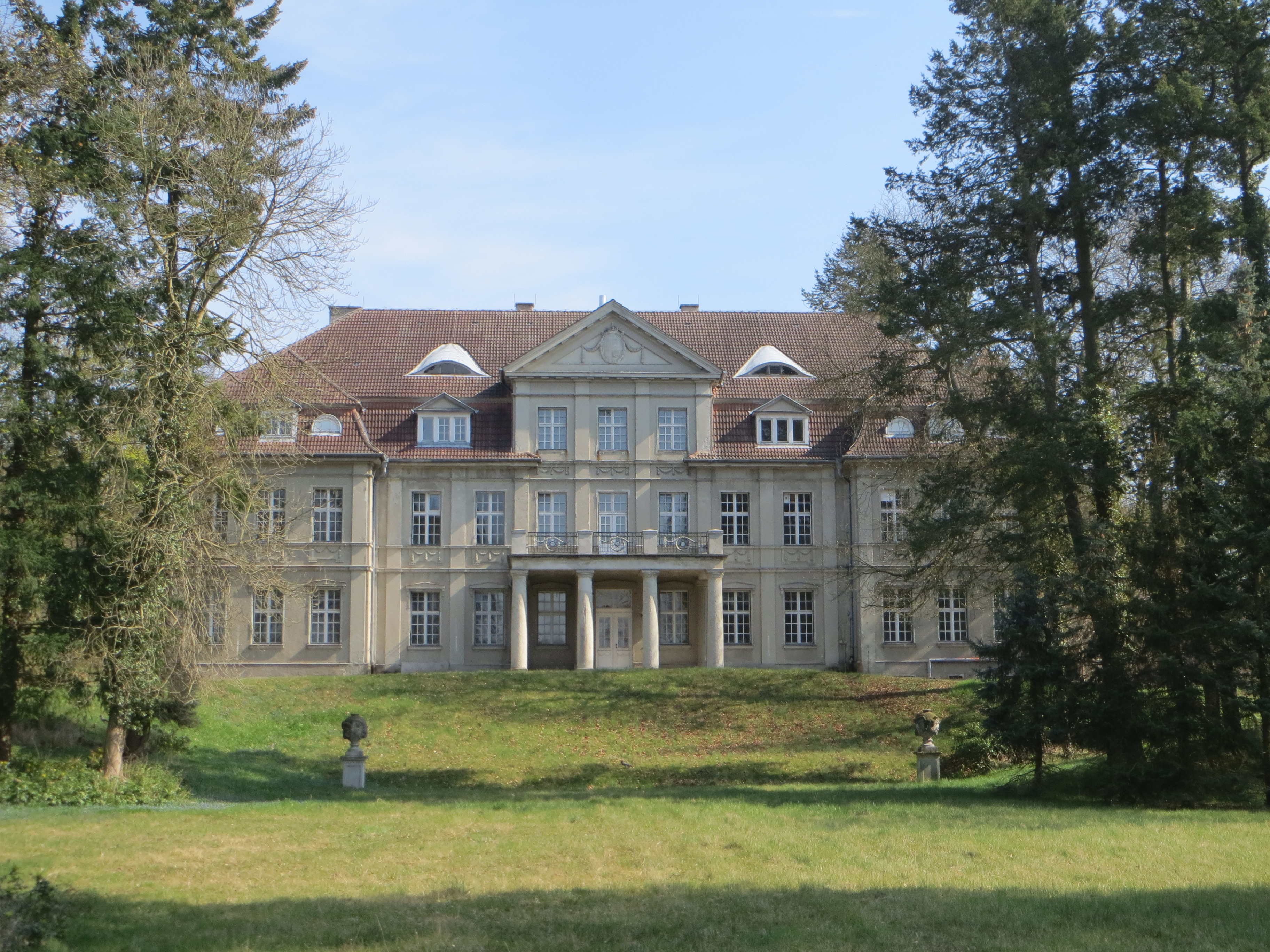
Groothertogelijk Paleis of Parkhaus[4] aan de Parkstraße in Neustrelitz
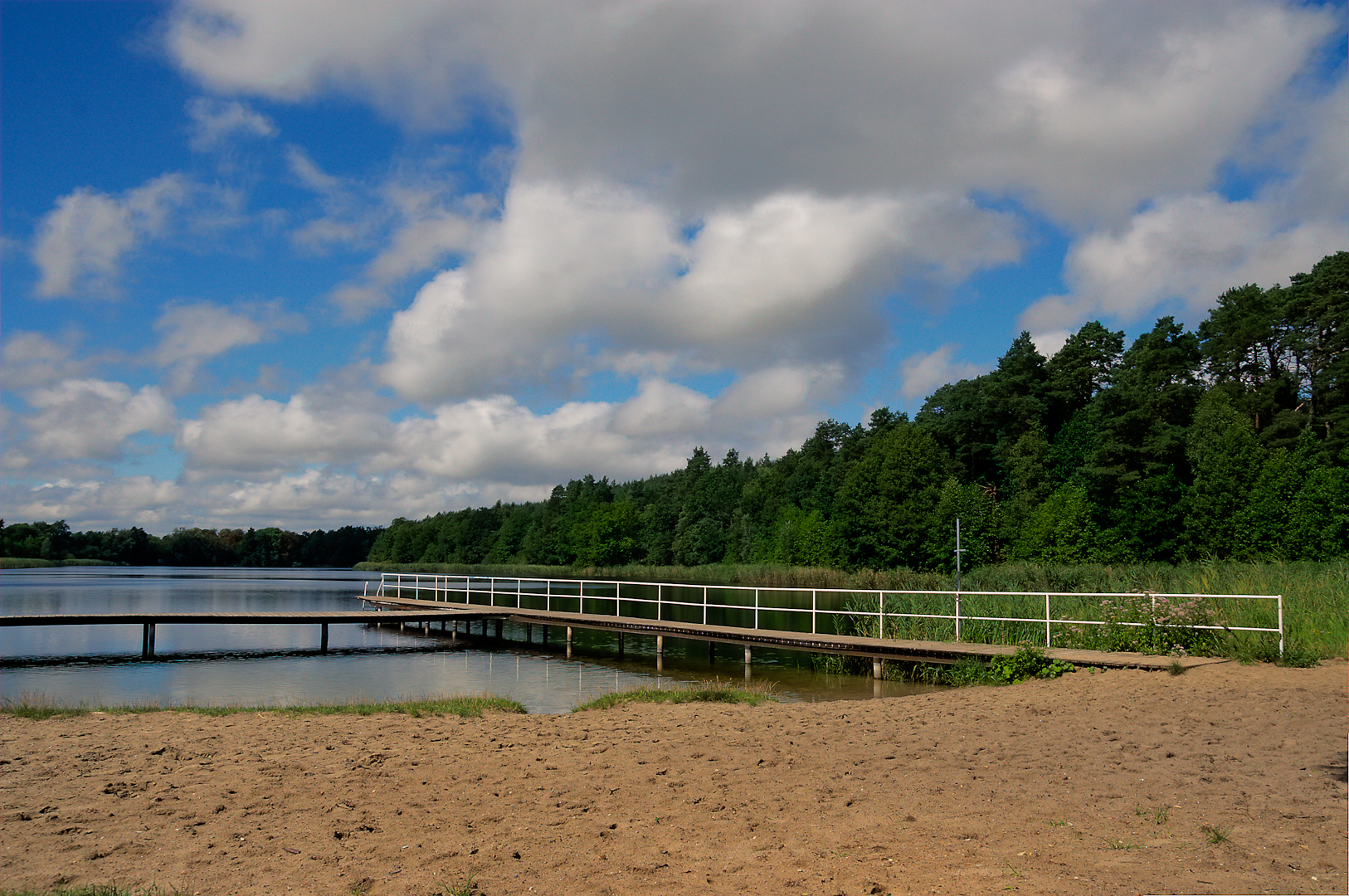
De Domjüchsee
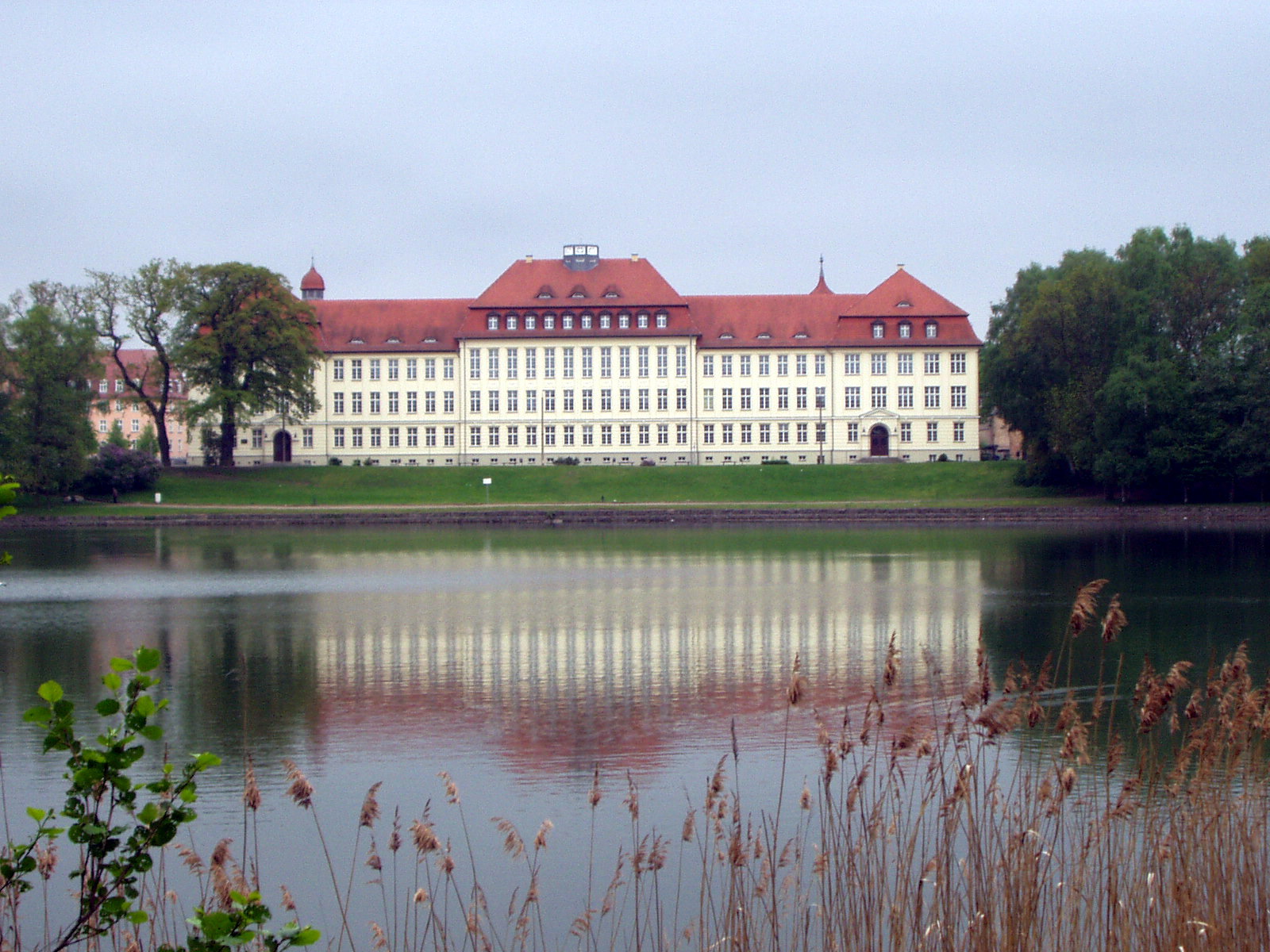
Het Gymnasium Carolinum in Neustrelitz
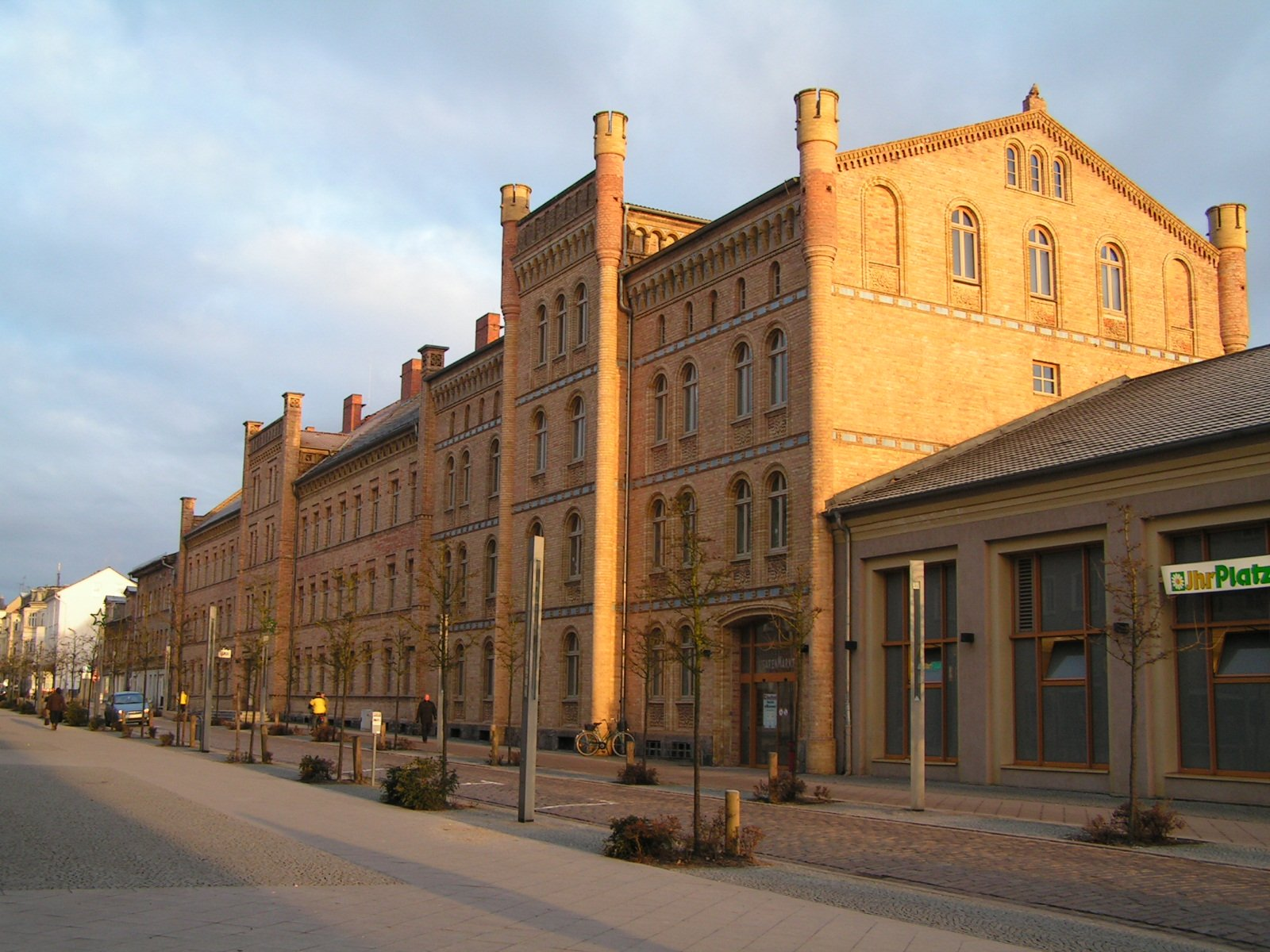
Voormalige kazerne (1857), als winkelcentrum in gebruik
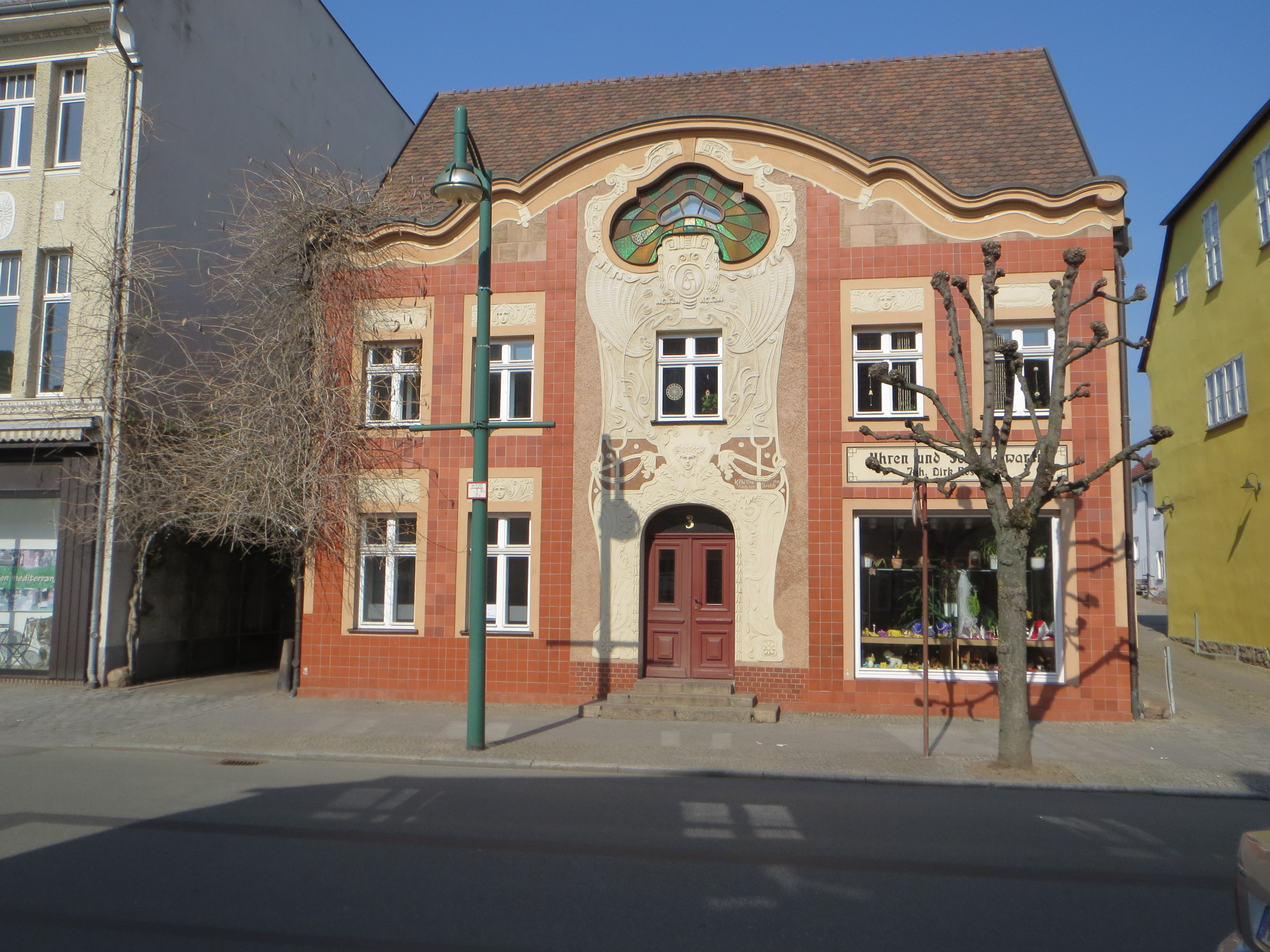
Jugendstilgevel (onder monumentenzorg), Glambecker Straße, Neustrelitz
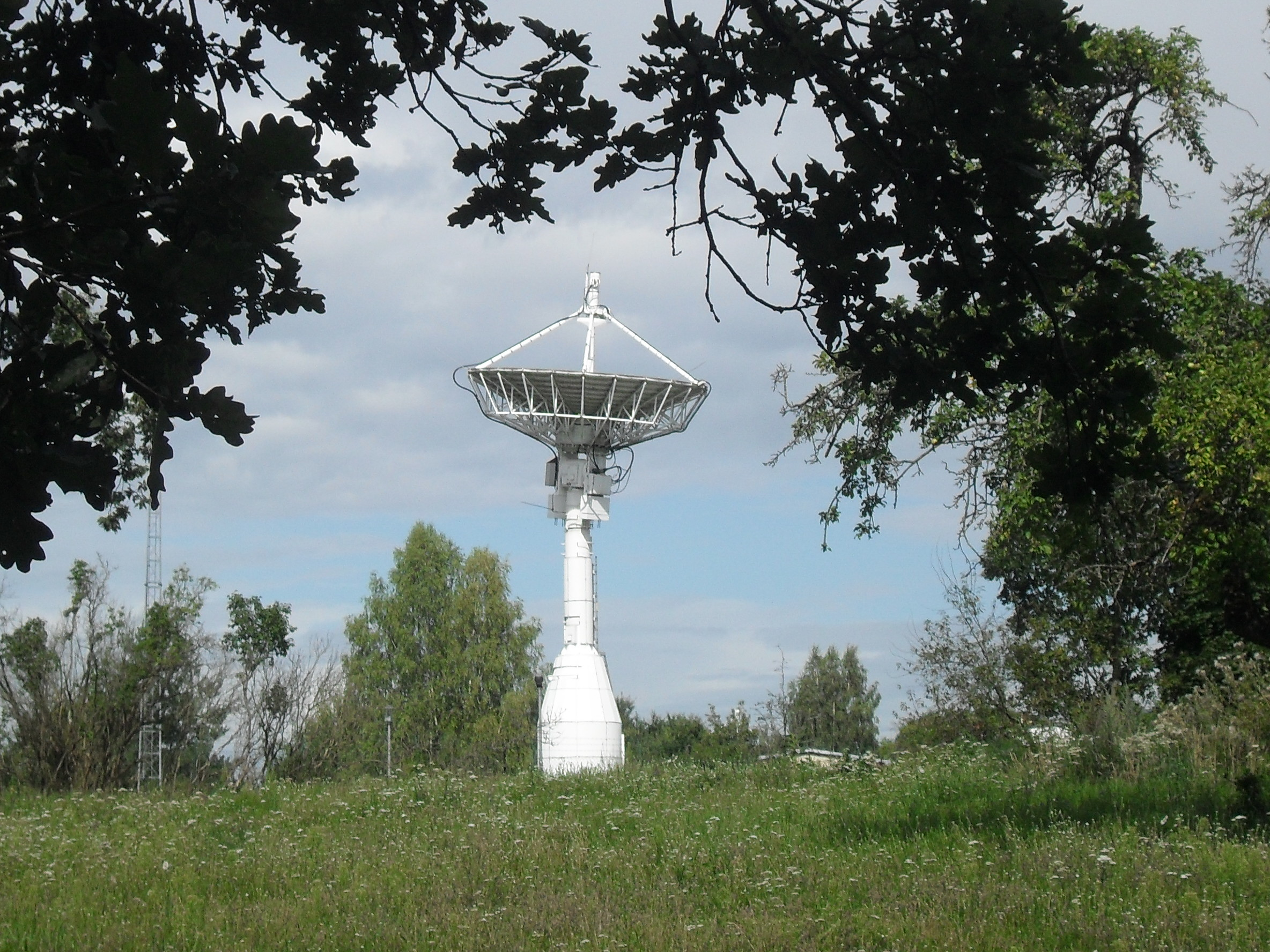
DLR-satellietantenne, Kalkhorst, Neustrelitz
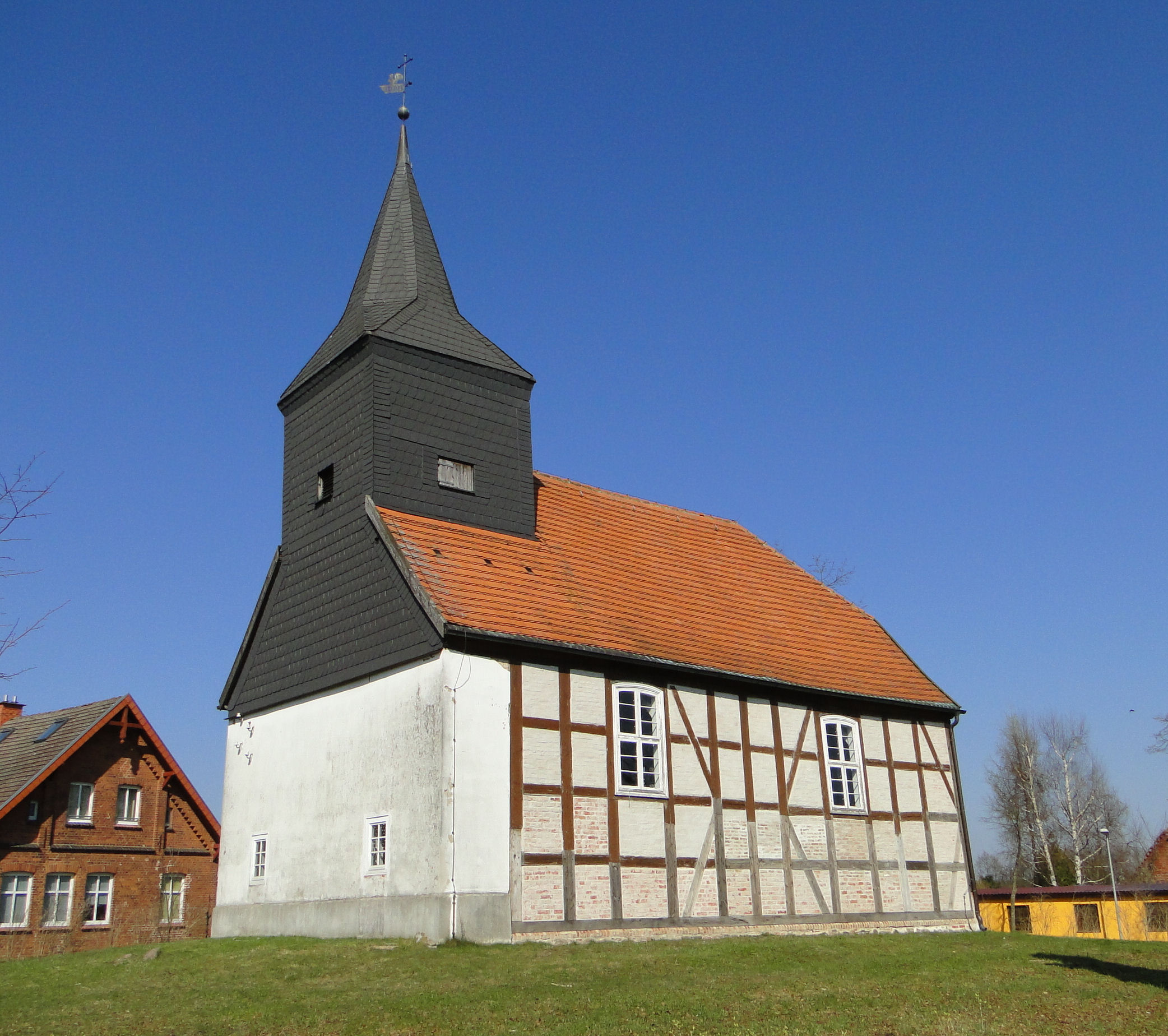
Dorpskerkje van Fürstensee

## Belangrijke personen in relatie tot de gemeente

### Geboren in Neustrelitz
- Bernhard Horwitz (1807-1885),  Duits, na zijn emigratie Brits, schaakmeester, beroemd geworden als analist en componist  van schaakproblemen
- Frederik Willem van Mecklenburg-Strelitz (1819-1904), groothertog van Mecklenburg-Strelitz
- Daniel Sanders (1819 te Strelitz-Alt -1897 ibidem),  Duits-joods lexicograaf, schreef van 1854-1865 een Duits-Duits woordenboek en enige belangrijke leerboeken over de Duitse taal. Zijn werken golden tot in de 20e eeuw als baanbrekend, en meer op de dagelijkse praktijk gericht dan die van de Gebroeders Grimm. Eén van de basisscholen te Neustrelitz is naar hem genoemd.
- Caroline van Mecklenburg-Strelitz (1821-1876), van 1841 tot 1846 kroonprinses van Denemarken
- George August van Mecklenburg-Strelitz (1824-1876), hertog van Mecklenburg-Strelitz
- Kuno Graf von Moltke (1847-1923), luitenant-generaal, componist, stads-commandant van Berlijn
- Adolf Frederik V van Mecklenburg-Strelitz (1848-1914), groothertog van Mecklenburg-Strelitz
- Emil Kraepelin (1856-1926),  belangrijk psychiater
- Carl Friedrich Roewer (1881-1963), hoogleraar en arachnoloog
- Adolf Frederik VI van Mecklenburg-Strelitz (1882-1918), groothertog van Mecklenburg-Strelitz, liet in 1915 te Neustrelitz het zogenaamde Parkhaus bouwen
- Karel Borwin van Mecklenburg-Strelitz (1888-1908), hertog uit het Huis Mecklenburg-Strelitz
- Nils Nobach (1918-1985), componist van schlagers
- Rainer Ernst (1961), Duits voetballer
- Andreas Dittmer (1972), kanovaarder
- Olaf Winter (1973), kanovaarder

### Overigen
- Louise van Mecklenburg-Strelitz, koningin van Pruisen, overleed in 1810, kort na een bezoek aan haar familie in Neustrelitz, te Hohenzieritz. In 1891 liet de hertogelijke familie aan de rand van het kasteelpark te harer ere de Luisentempel bouwen, met een kopie van haar grafmonument te Berlijn.
- Bartolomeo Campagnoli,  componist, in 1827 te Neustrelitz  overleden
- Friedrich Wilhelm Buttel (1796-1869 te Neustrelitz),  architect, medewerker van Karl Friedrich Schinkel, ontwerper van talrijke gebouwen te Neustrelitz en omgeving
- De later beroemde archeoloog Heinrich Schliemann (1822-1890) heeft als tiener korte tijd in Neustrelitz gewoond, en bezocht er de Realschule
- Jacob Hamburger (1826-1911 te Neustrelitz), vooraanstaand joods schrijver, van 1859 tot aan zijn dood opperrabbijn te Strelitz-Alt,  later te Neustrelitz; in de Engelstalige landen beroemd als schrijver van een encyclopedie over het Jodendom en de joodse cultuurhistorie
- Engelbert Humperdinck (componist) (1854-1921 te Neustrelitz), bekend vanwege zijn  opera Hänsel und Gretel

## Partnersteden
- Szczecinek, in het Poolse woiwodschap West-Pommeren, gelegen in de powiat Szczecinecki, sinds 1987.
- Schwäbisch Hall, in de Duitse deelstaat Baden-Württemberg, gelegen in het district Schwäbisch Hall, sinds 1988.
- Rovaniemi (Noord-Samisch: Roavvenjárga), de hoofdstad van de regio Lapland in Finland.
- Tsjajkovski	(Чайковский), kraj Perm, sinds 1993; sedert 2022 opgeschort als gevolg van de Russische invasie in Oekraïne

Alt Schwerin ·
Altenhagen ·
Altenhof ·
Altentreptow ·
Ankershagen ·
Bartow ·
Basedow ·
Beggerow ·
Beseritz ·
Blankenhof ·
Blankensee ·
Blumenholz ·
Bollewick ·
Borrentin ·
Bredenfelde ·
Breesen ·
Breest ·
Briggow ·
Brunn ·
Buchholz ·
Burg Stargard ·
Burow ·
Bütow ·
Carpin ·
Cölpin ·
Dargun ·
Datzetal ·
Demmin ·
Faulenrost ·
Feldberger Seenlandschaft ·
Fincken ·
Friedland ·
Fünfseen ·
Galenbeck ·
Genzkow ·
Gielow ·
Gnevkow ·
Godendorf ·
Golchen ·
Gotthun ·
Grabow-Below ·
Grabowhöfe ·
Grammentin ·
Grapzow ·
Grischow ·
Groß Kelle ·
Groß Miltzow ·
Groß Nemerow ·
Groß Plasten ·
Groß Teetzleben ·
Grünow ·
Göhren-Lebbin ·
Gültz ·
Gülzow ·
Hohen Wangelin ·
Hohenbollentin ·
Hohenmocker ·
Hohenzieritz ·
Holldorf ·
Ivenack ·
Jabel ·
Jürgenstorf ·
Kargow ·
Kentzlin ·
Kieve ·
Kittendorf ·
Klein Vielen ·
Kletzin ·
Klink ·
Klocksin ·
Knorrendorf ·
Kratzeburg ·
Kriesow ·
Kublank ·
Kuckssee ·
Kummerow ·
Leizen ·
Lindenberg ·
Lindetal ·
Ludorf ·
Lärz ·
Malchin ·
Malchow ·
Massow ·
Meesiger ·
Melz ·
Mirow ·
Moltzow ·
Möllenbeck ·
Möllenhagen ·
Mölln ·
Neddemin ·
Neetzka ·
Neubrandenburg ·
Neuenkirchen ·
Neukalen ·
Neustrelitz ·
Neverin ·
Nossendorf ·
Nossentiner Hütte ·
Peenehagen ·
Penkow ·
Penzlin ·
Petersdorf ·
Pragsdorf ·
Priborn ·
Priepert ·
Pripsleben ·
Rechlin ·
Ritzerow ·
Rosenow ·
Röbel/Müritz ·
Röckwitz ·
Sarow ·
Schloen-Dratow ·
Schwarz ·
Schönbeck ·
Schönfeld ·
Schönhausen ·
Siedenbollentin ·
Siedenbrünzow ·
Sietow ·
Silz ·
Sommersdorf ·
Sponholz ·
Staven ·
Stavenhagen ·
Stuer ·
Torgelow am See ·
Trollenhagen ·
Tützpatz ·
Userin ·
Utzedel ·
Varchentin ·
Verchen ·
Vipperow ·
Voigtsdorf ·
Vollrathsruhe ·
Walow ·
Waren (Müritz) ·
Warrenzin ·
Werder ·
Wesenberg ·
Wildberg ·
Woggersin ·
Wokuhl-Dabelow ·
Wolde ·
Woldegk ·
Wredenhagen ·
Wulkenzin ·
Wustrow ·
Zepkow ·
Zettemin ·
Zirzow ·
Zislow